# Ludovico il Moro nella cultura di massa
Personaggio di primo piano nel panorama politico italiano del XV secolo, Ludovico il Moro ebbe una vasta influenza nella produzione letteraria e artistica, del suo tempo e dei secoli successivi, e in quella cinematografica; divenne personaggio letterario mentre era ancora in vita e stimolò la fantasia popolare. 

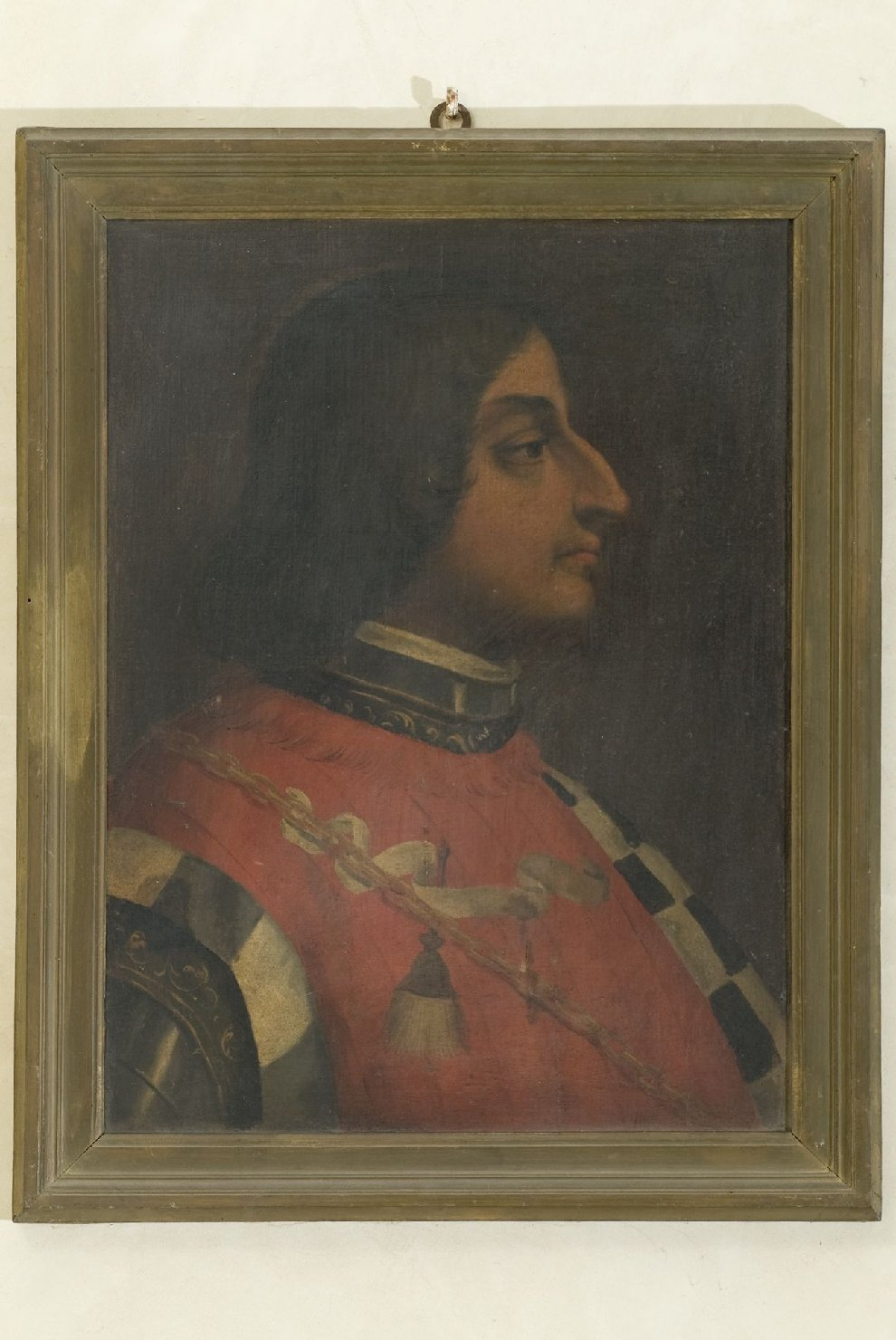
Ritratto di Ludovico, 1600 - 1699 ca.

Il profondo dolore per la morte della moglie Beatrice d'Este, il presunto avvelenamento del duca Gian Galeazzo, la chiamata dei francesi in Italia e l'usurpazione del ducato di Milano, la presenza di artisti del calibro Leonardo da Vinci furono fonte d'ispirazione per artisti e letterati, specialmente nel XIX secolo, nel contesto della corrente romantica.

## Poesia
Molte poesie furono scritte tra il 1497 e il 1500 nel tentativo di consolare il Moro dal profondissimo dolore per la morte della moglie. Fra questi Antonio Cammelli, detto il Pistoia, gli inviò ventisei sonetti e una lunga composizione in terza rima, conosciuta come "La Disperata", per consolarlo della morte "di quella tua sì chiara, anci chiarissima coniunta da te amata in terra, Beatrice, ora nel cielo tra le caste martire locata". Nella Disperata, il poeta presta voce allo stesso Ludovico nell'esprimere il suo lamento:
(Antonio Cammelli detto il Pistoia, La Disperata.)
Al tempo della sua fuga da Milano, un suo "fidele cangilero" gli prestò voce in un lunghissimo Lamento, forma poetica molto in voga all'epoca:
che con pianto sto in dolore, 

son sugiato, che era signore 

hora son fato alemano. 

Io dicevo che un sol Dio 

era in ciel e un Moro in terra, 

e sicondo il mio disio 

io facevo e pace e guerra; 

in Italia me par che erra 

el mio dir, ch'io son scaciato, 

da ciascuno abandonato; 

il pensier è gito invano. 

Son quel duca de Milano... 

[...] Mi lamento di fortuna 

che m'ha fatto abandonare 

le mie terre ad una ad una, 

senza sol un batagliare: 

come questo Idio po' fare, 

che un potente gran ducato 

habi avuto scaco mato 

senza sangue, sì tostano? 

Son quel duca de Milano... 

[...] Io non son più Lodovico, 

Io non son più el Mor felice, 

sono un povero mendico 

che per piani e per pendice 

son scacciato da infelice; 

da che mi mostrava amore 

poi m'a facto poco honore, 

mai pegiore non fu Gano. 

Son quel duca de Milano [...]»
(Lamento di Ludovico il Moro, composto da un suo "fidele cangilero" al tempo della sua caduta.)
Molte le composizioni poetiche scritte per raccontare le guerre in cui fu coinvolto e la sua caduta, quale La Istoria nova della rotta e presa del Moro e Ascanio e molti altri baroni. Molte anche le invocazioni, gli incoraggiamenti e gli aspri biasimi. Così Antonio Cammelli nel 1500, che lo invitava al riscatto:
ciascun qua ti desia, ciascun ti chiama,

torna acquistar l'honore e la tua fama,

torna hor che ‘l vitio suol regnar nel roi.

Deh, torna a riveder li servi tuoi,

torna all'alma città che ti richiama,

torna alle Gratie a riveder la Dama,

e spera in lei, che in lei ben sperar puoi.»
(Antonio Cammelli, sonetto.)

## Letteratura
Ludovico è protagonista o coprotagonista di numerose opere letterarie:

### Tragedie
| Anno | Titolo                                              | Autore                      | Fatti salienti |
| ---- | --------------------------------------------------- | --------------------------- | --- |
| 1500 | De rebus Italicis deque triumpho Ludovici XII regis | Giovanni Armonio Marsio     | Celebra la sua sconfitta per opera di Luigi XII. |
| 1500 | De captivitate Ludovici Sfortiae                    | Fausto Andrelini            | Ut supra |
| 1791 | La morte di Ludovico Sforza detto il Moro           | Pietro Ferrari              | Ludovico medita di uccidere la moglie per sposare la nipote Isabella, da lui insidiata. Sconfitto in duello da re Carlo VIII, ha salva la vita per intercessione di Beatrice ma, sdegnato dal tradimento della moglie, si suicida. |
| 1833 | Lodovico Sforza detto il Moro                       | Giovanni Battista Niccolini | Incentrato sull'avvelenamento di Gian Galeazzo e sulla chiamata dei francesi in Italia. |
| 1834 | Lodovico il Moro                                    | Giuseppe Campagna           | Ut supra |
| 1835 | Jean Galéas, Duc de Milan                           | Arthur Fleury               | Ut supra |
| 1841 | Lodovico il Moro                                    | Pietro Turati               | Innamorato della nipote Isabella e minacciato da Gian Galeazzo, Ludovico avvelena il nipote per mezzo dell'ignara moglie Beatrice, sostituendo il veleno a un filtro d'amore.                                                      |
| 1856 | Gli Sforza                                          | Antonio Dall'Acqua Giusti   | Incitato dalla moglie Beatrice, prepara la guerra contro il regno di Napoli. |
| 1858 | Cicco Simonetta: dramma, con prefazione storica     | Carlo Belgiojoso            | |

### Romanzi
| Anno | Titolo                                                  | Autore                | Fatti salienti |
| ---- | ------------------------------------------------------- | --------------------- | --- |
| 1837 | Lodovico il Moro                                        | Giovanni Campiglio    | Narra la sua ascesa a duca di Milano, tra intrighi e macchinazioni.                                                               |
| 1838 | Beatrice o La corte di Lodovico il Moro                 | Ignazio Cantù         | Oltre all'ascesa, si concentra sulla tragica perdita della moglie Beatrice.                                                       |
| 1933 | La città ardente                                        | Dino Bonardi          | Narra sue avventure in gran parte fantasiose, l'amore per Cecilia Gallerani e per Beatrice, nonché i lavori di Leonardo da Vinci. |
| 1967 | Veleni, donne e intrighi alla corte di Ludovico il Moro | Ezio Maria Seveso     | |
| 1980 | Ludovico il Moro, un gentiluomo in nero                 | Mariana Frigeni       | Biografia romanzata. |
| 2019 | Il Moro - Gli Sforza nella Milano di Leonardo           | Carlo Maria Lomartire | Biografia romanzata |

### Fumetti
- Ludovico il Moro - Signore di Milano (2010).

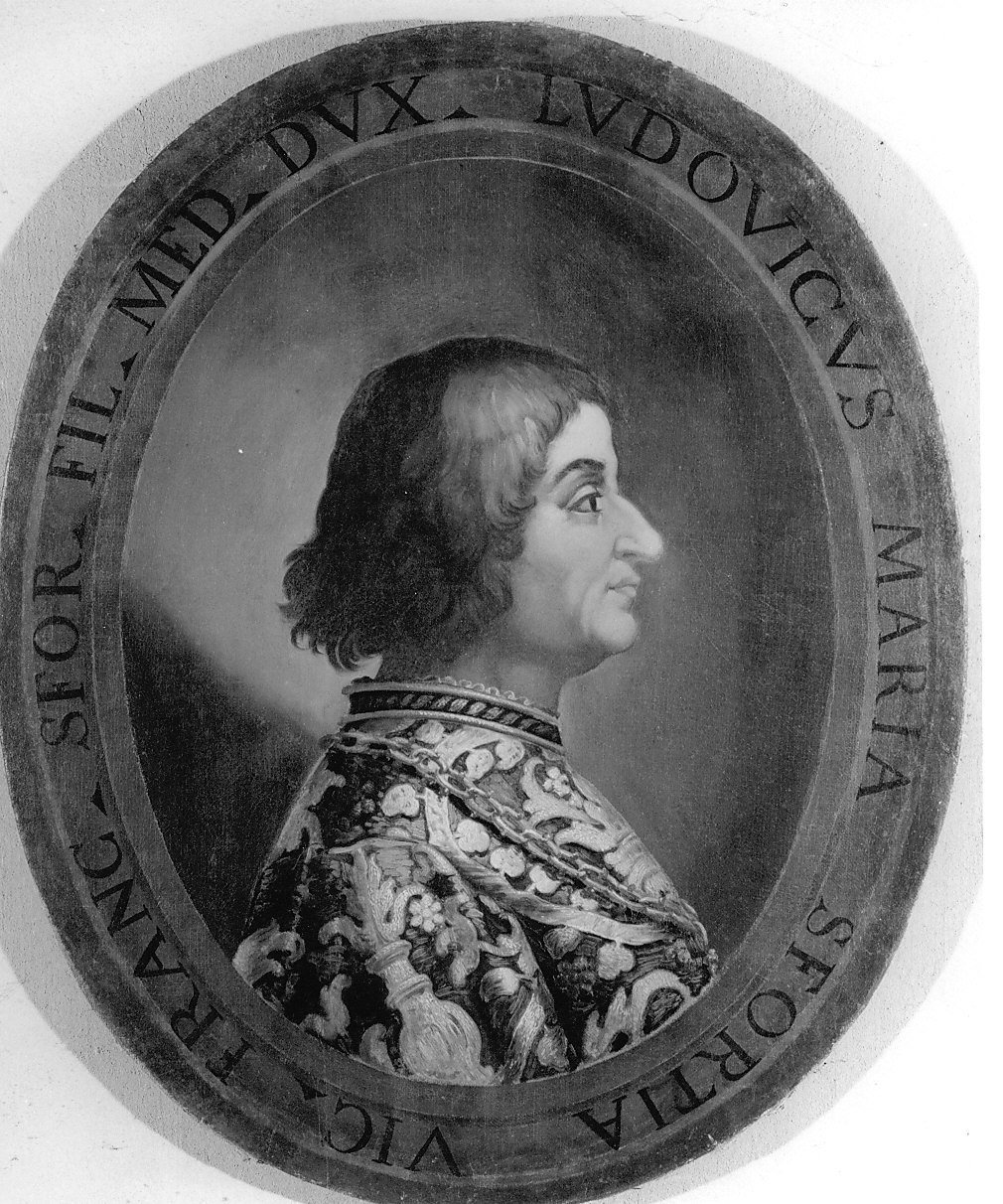
Ritratto di Ludovico Maria Sforza, 1700 - 1749 ca.

## Pellicole e serie televisive
Ludovico compare come personaggio anche all'interno di numerose pellicole cinematografiche e serie televisive:
| Anno      | Titolo                                | Attore               | Genere                                               |
| --------- | ------------------------------------- | -------------------- | ---------------------------------------------------- |
| 1964      | Bayard                                | Georges Aminel       | mini-serie francese, nono episodio "Ludovic le More" |
| 1971      | La vita di Leonardo da Vinci          | Giampiero Albertini  | mini-serie RAI                                       |
| 1974      | Lucrezia giovane                      | Piero Lulli          | pellicola                                            |
| 1981      | I Borgia                              | Robert Ashby         | serie                                                |
| 2004      | Le grandi dame di casa d'Este         | Paolo Catani         | pellicola documentaria                               |
| 2011-2014 | I Borgia                              | Florian Fitz (cameo) | serie                                                |
| 2011-2013 | I Borgia                              | Ivan Kaye            | serie                                                |
| 2016      | Leonardo da Vinci - Il genio a Milano | Vincenzo Amato       | pellicola documentaria                               |
| 2016-2019 | I Medici                              | Daniele Pecci        | serie                                                |
| 2019      | Io, Leonardo,                         | Massimo de Lorenzo   | pellicola documentaria                               |
| 2021      | Leonardo                              | James D'Arcy         | serie                                                |

## Culinaria
A Ludovico è dedicato il Dolceriso del Moro, dolce tipico di Vigevano, che la stessa duchessa Beatrice d'Este avrebbe ideato nel 1491 per compiacere l'illustre consorte.

## Leggende
- Si tramanda che Ludovico avesse fatto costruire un passaggio segreto sotterraneo che, dal castello, conduceva direttamente a Santa Maria delle Grazie, così da potersi recare a visitare la moglie in tranquillità.[18]
- A Ludovico è legata una delle leggende sorte intorno all'invenzione del Panettone, che sarebbe stato sfornato per la prima volta nelle sue cucine.Ritratto di Ludovico il Moro, 1850 - 1899.

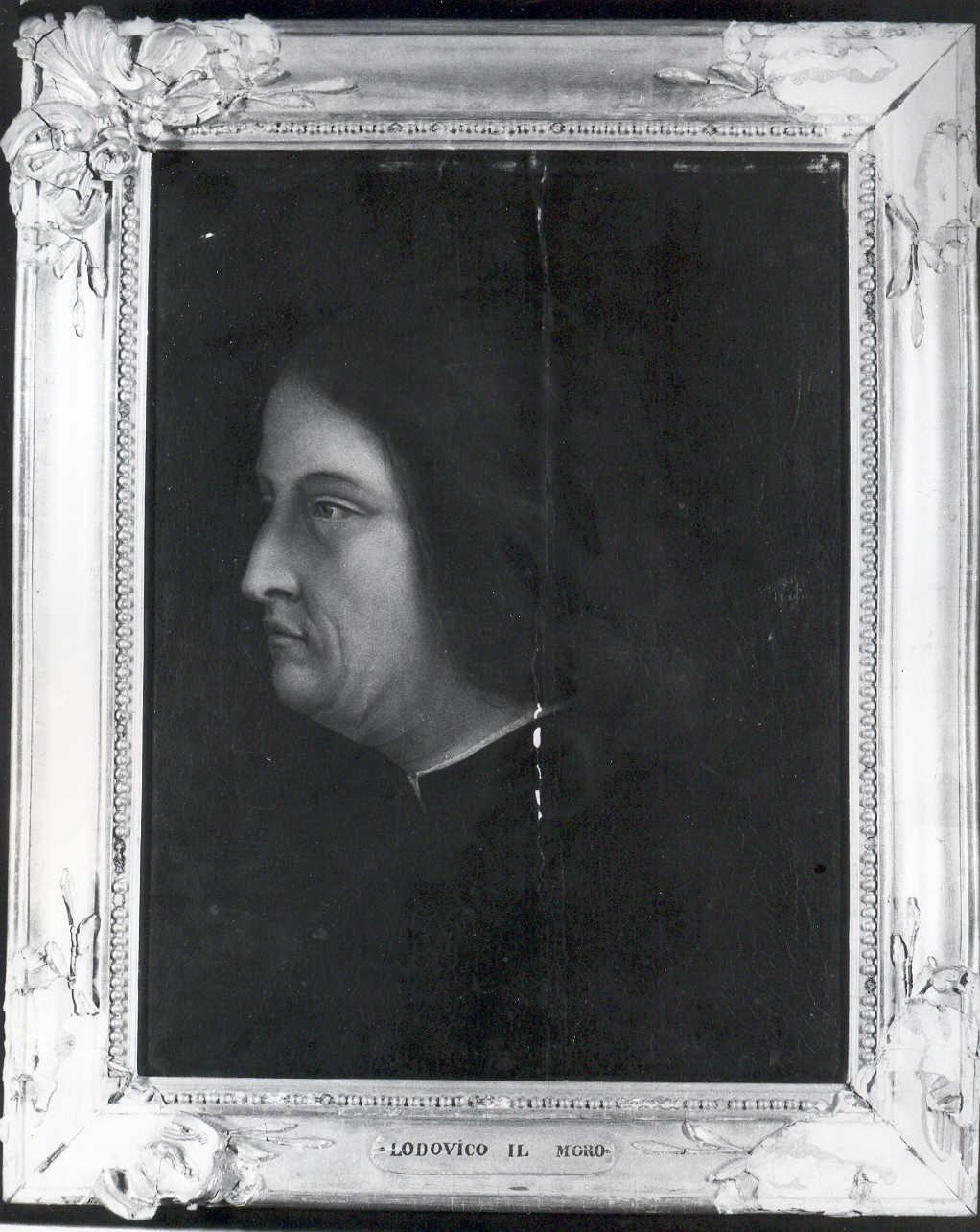
Ritratto di Ludovico il Moro, 1850 - 1899.

- Intorno all'origine del soprannome Moro esiste un'antica leggenda popolare secondo cui Ludovico era da bambino inizialmente chiamato "il Toro" per via della sua forza e irruenza, mentre "il Moro" era l'appellativo di un suo compagno di giochi plebeo, Cesarino della Griona, che gli era incredibilmente somigliante se non per il fatto di essere sempre sporco. Un giorno, che era il Natale del 1462, i due decisero per scherzo di scambiarsi i ruoli: mentre Cesarino, lavato e ben vestito, si fingeva Ludovico nel salone della corte, il vero Ludovico scese giù per la cappa del camino legato ad una corda, ma rimase incastrato. Alle grida d'aiuto dell'amico accorse lo stesso Cesarino, che lo liberò strattonandolo per i piedi. A quel punto il duca Francesco Sforza, vedendo il figlio tutto nero per la fuliggine, giudicò doveroso scambiare i soprannomi dei due bambini, e fu così che Ludovico divenne "il Moro", e Cesarino, per la forza dimostrata, "il Toro". Si dice anche che questa leggenda sia alla base del famoso racconto Il principe e il povero di Mark Twain.[19][20]
- Fra i vari fantasmi che abiterebbero il castello di Vigevano, compreso quello della moglie Beatrice, si narra pure di un cavallo bianco che fu visto scendere di corsa la scalinata che conduce alla Piazza Ducale e qui percorrere tre giri di essa prima di sparire.[21] Il cavallo sarebbe stato il preferito di Ludovico, il quale avrebbe voluto evitargli i pericoli della guerra durante la fatidica disfatta di Novara del 1500. Alla ricerca del proprio padrone e trovando sbarrate le porte della fortezza, l'animale avrebbe battuto gli zoccoli sul selciato della piazza con tale violenza da aprire una voragine nella quale sarebbe infine precipitato.[22]

## Raffigurazioni nell'arte
Ludovico e la sua corte di artisti sono soggetti frequenti nell'arte del XIX secolo, sull'onda del romanticismo; Gli eventi legati alla sua vita hanno ispirato pittori come Giambattista Gigola (1816-1820), Giuseppe Diotti (1823), Francesco Gonin (1845), Francesco Podesti (1846), Cherubino Cornienti (1840 e 1858), Eleanor Fortescue-Brickdale (1920).

### Dipinti

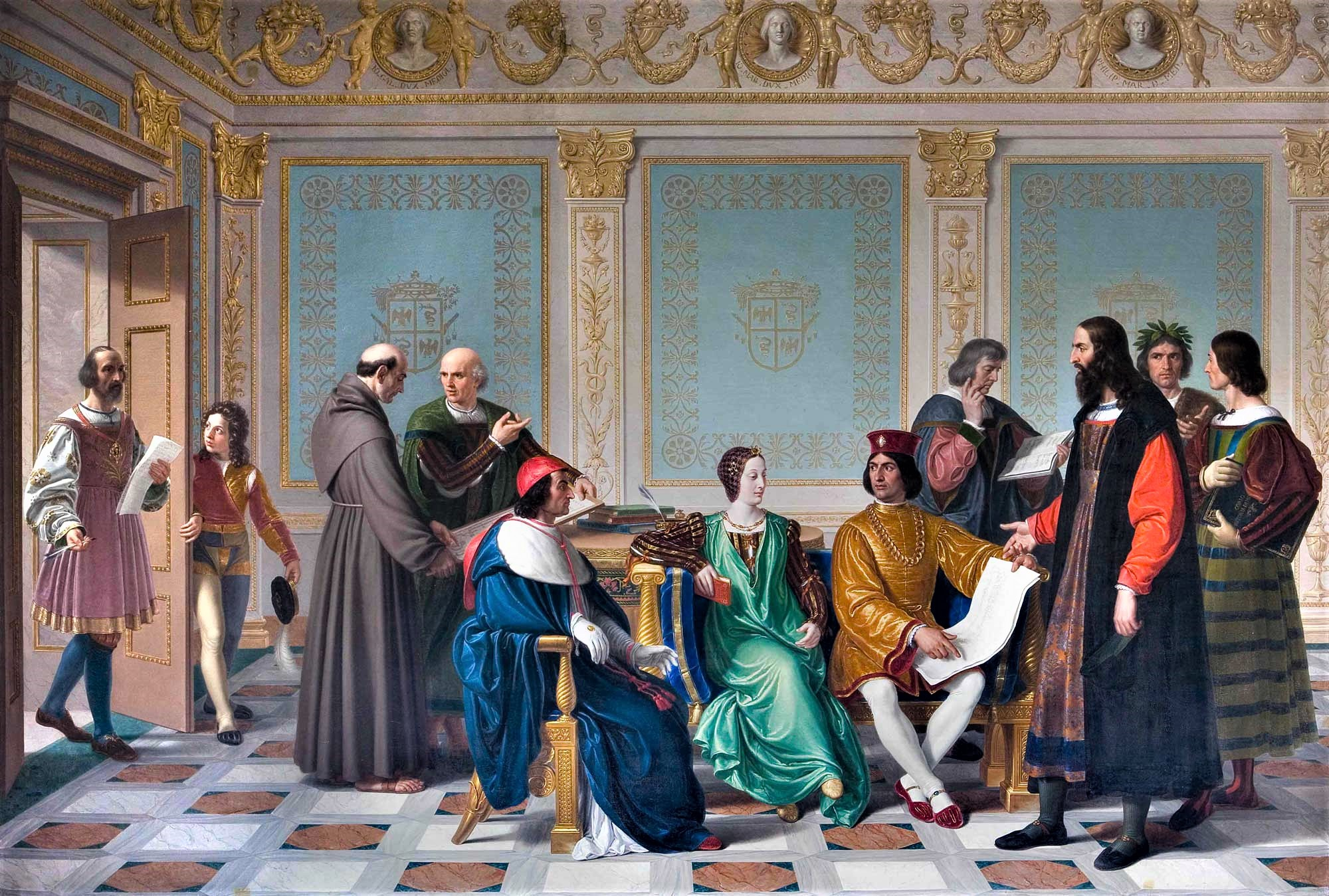
La corte di Ludovico il Moro, Giuseppe Diotti (1823). A partire da sinistra: un paggio apre la porta al segretario Bartolomeo Calco. Al centro della scena sono seduti il cardinale Ascanio, la duchessa Beatrice e il duca Ludovico, cui Leonardo da Vinci sta mostrando il progetto per l'affresco del Cenacolo. Intorno a loro sono riconoscibili alcune altre grandi personalità della corte: a sinistra Bramante parla col matematico Fra' Luca Pacioli; a destra il musicista Franchino Gaffurio, che legge uno spartito, il poeta Bernardo Bellincioni, incoronato d'alloro, e lo storico Bernardino Corio, con sotto braccio la sua Historia di Milano.
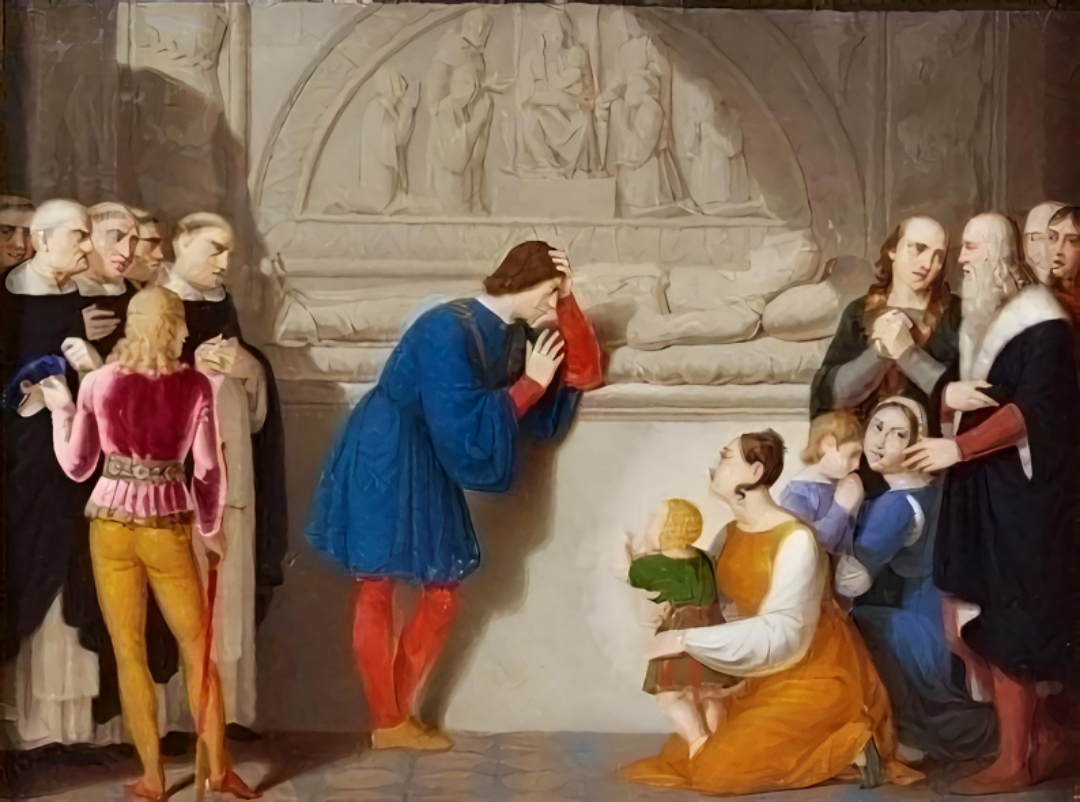
Ludovico piange sulla tomba della moglie Beatrice, Giovanni Battista Gigola, 1815 ca, Pinacoteca Ambrosiana. Assistono sulla sinistra i frati di S. Maria delle Grazie, sulla destra i due orfanelli Ercole Massimiliano e Francesco con le rispettive balie, nonché Bramante e Leonardo.
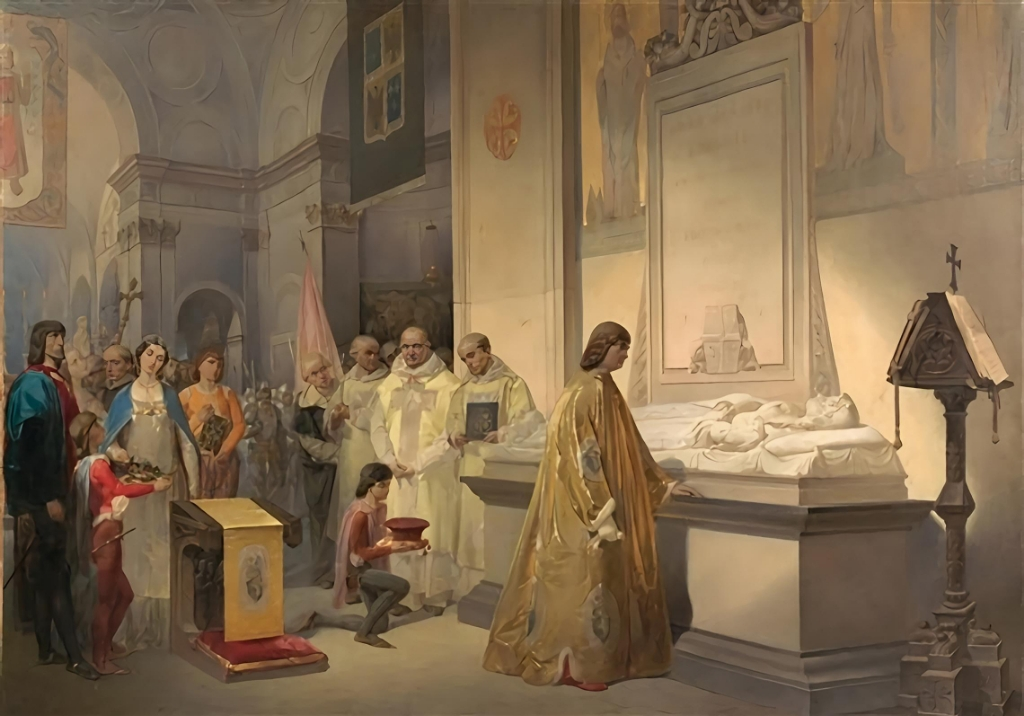
Il duca Ludovico visita la tomba della moglie nella chiesa di Santa Maria delle Grazie, Alessandro Reati,  fra il 1850 e il 1873.
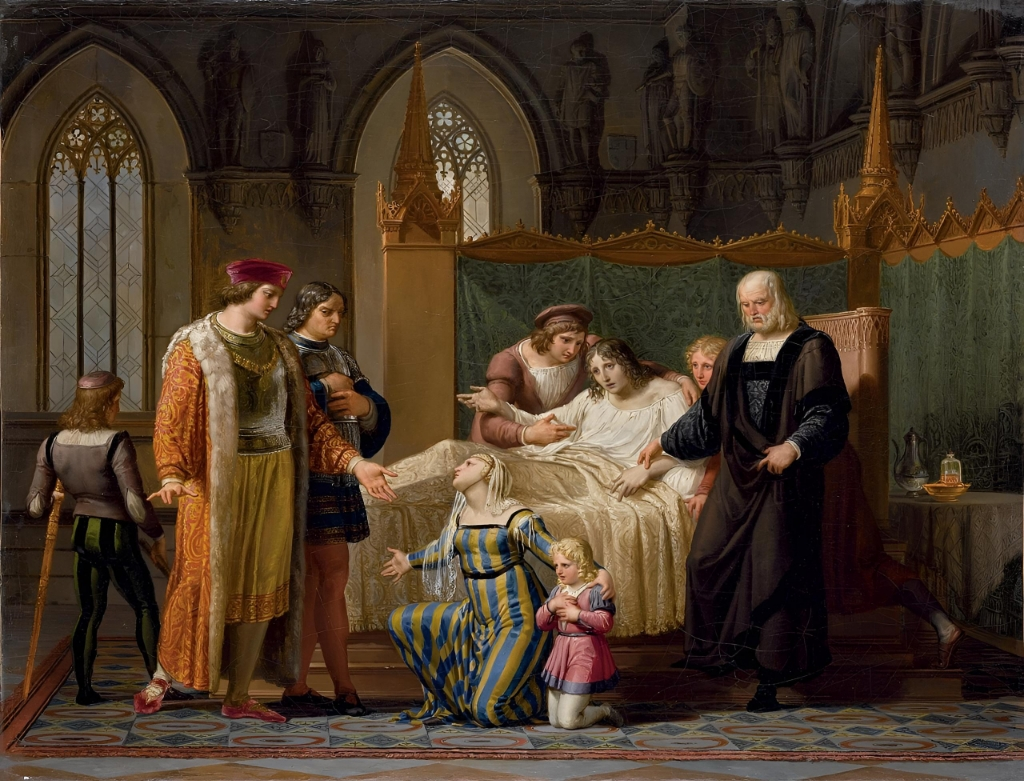
L'incontro di Carlo VIII e Gian Galeazzo Sforza a Pavia nel 1494, Pelagio Palagi. Davanti al letto del marito morente, la duchessa Isabella d'Aragona supplica in ginocchio il sovrano Carlo VIII di non voler proseguire la guerra contro Alfonso suo padre e gli affida il figlioletto Francesco. Accanto al re, con viso losco, sta il duca Ludovico, presunto responsabile dell'avvelenamento.
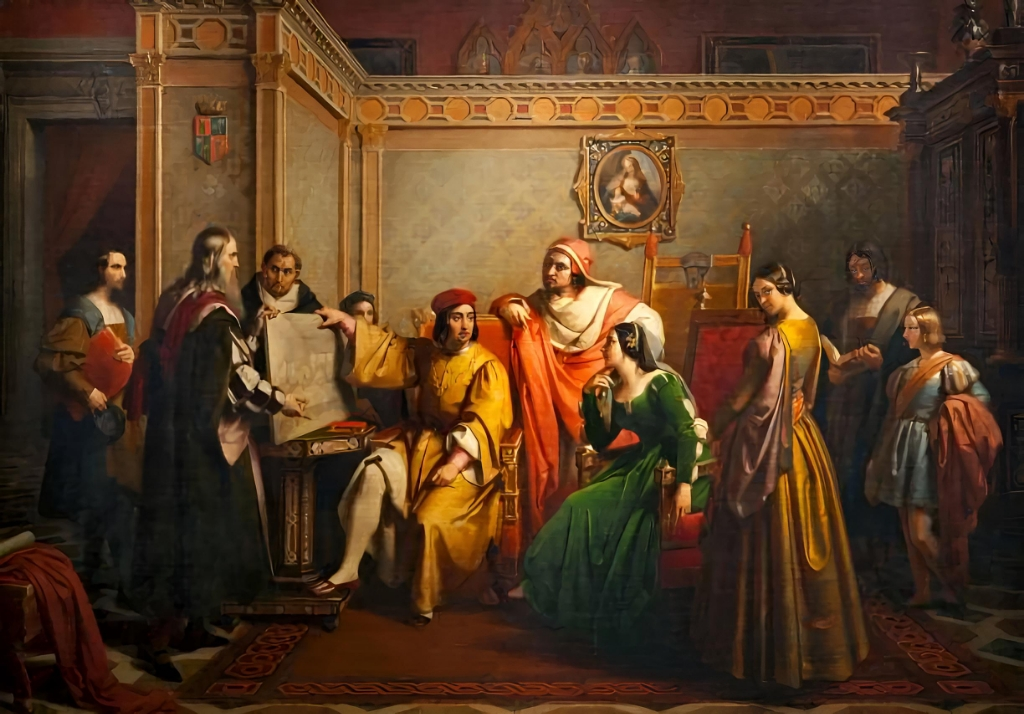
Leonardo presenta il bozzetto dell'Ultima Cena al Duca di Milano Ludovico il Moro, Francesco Podesti, 1846. Al centro della scena sono, come altrove, il duca con la duchessa Beatrice e il cardinale Ascanio.
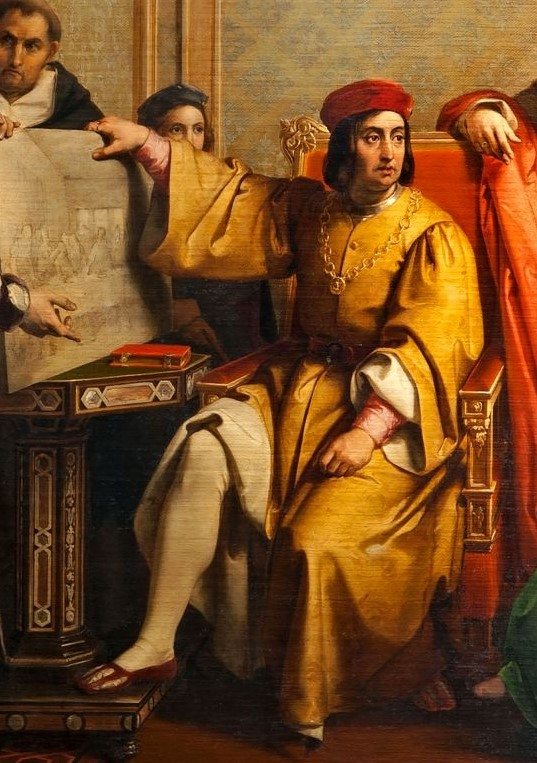
Dettaglio del duca Ludovico
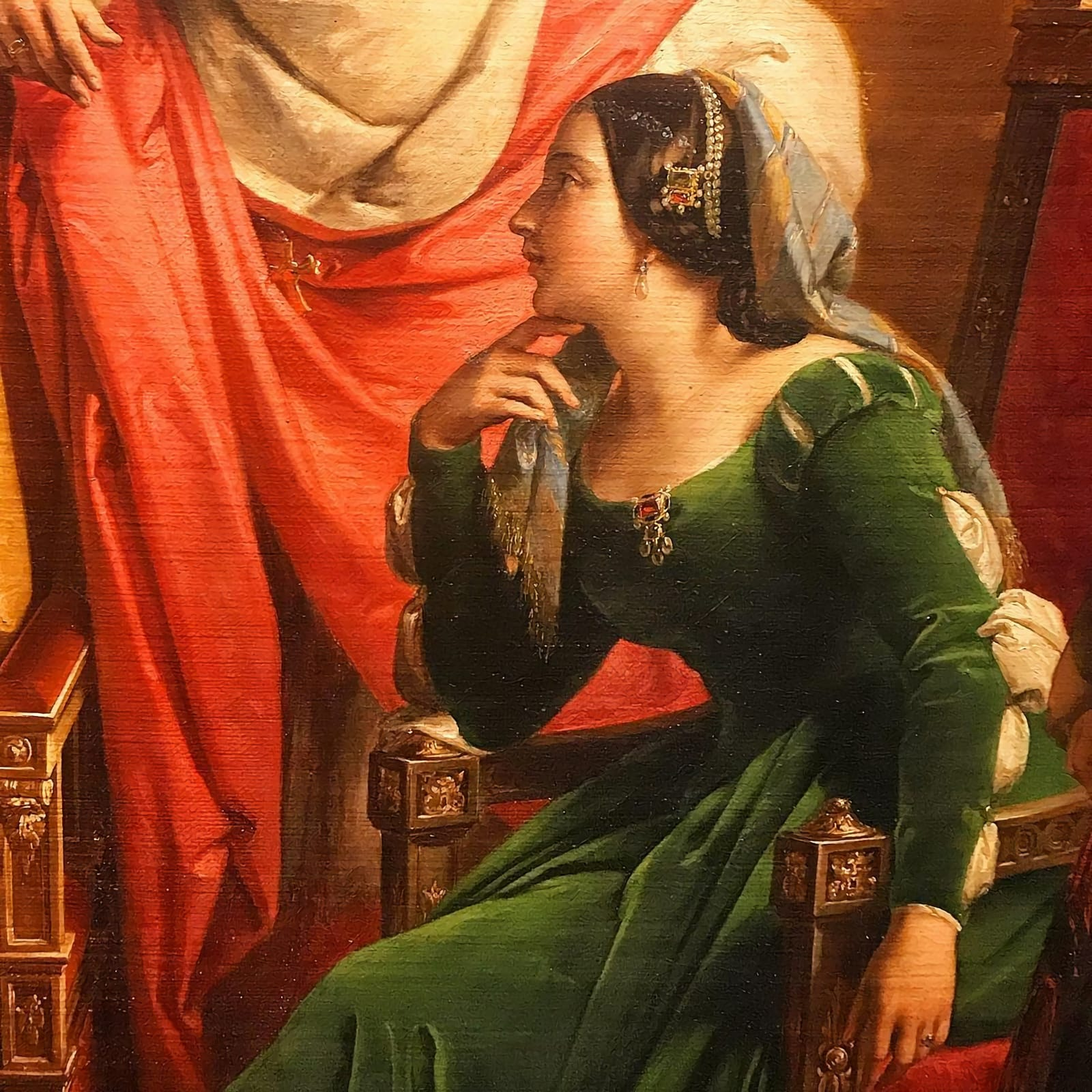
Dettaglio della duchessa Beatrice
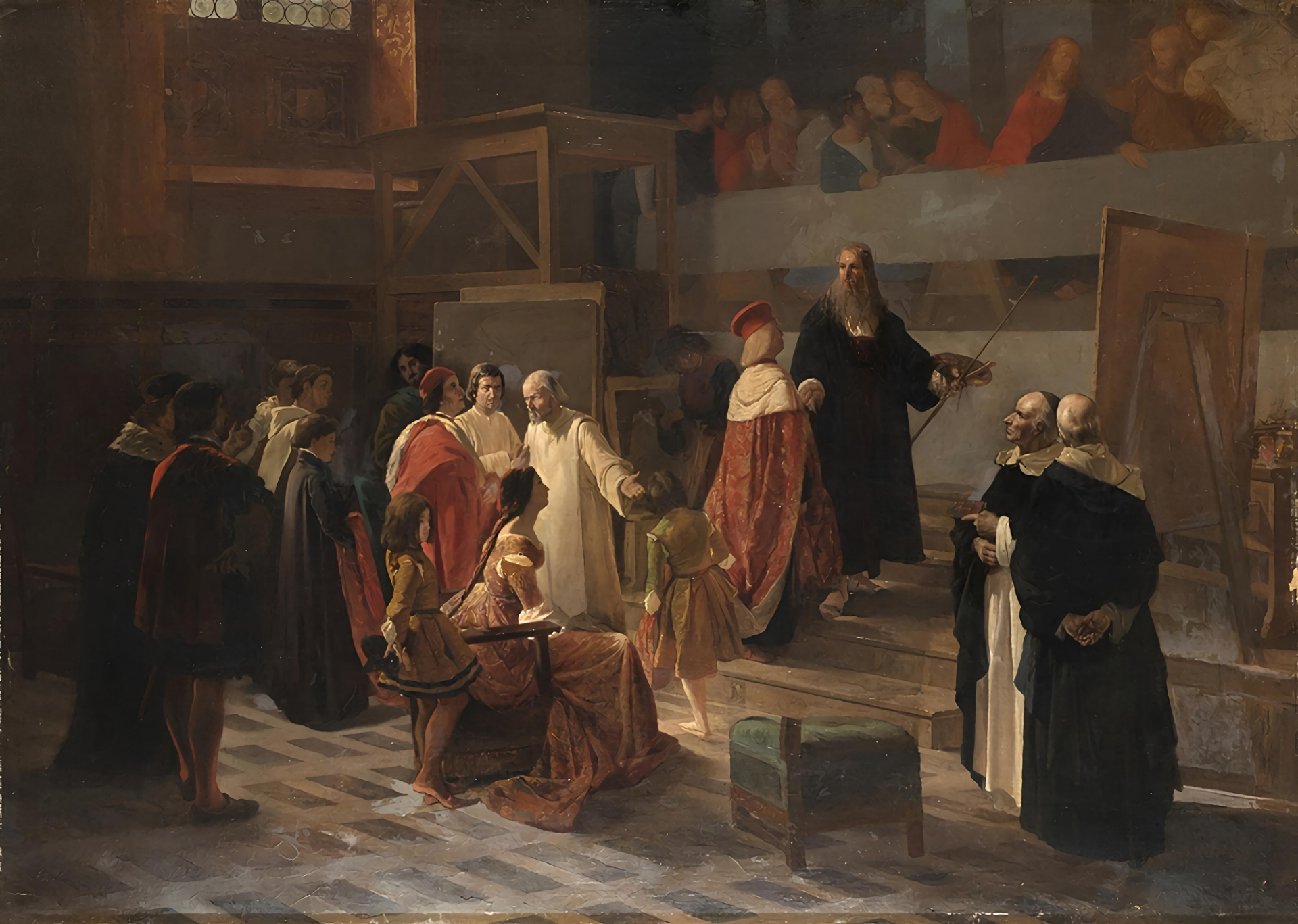
Ludovico il Moro in visita a Leonardo da Vinci nel Refettorio di Santa Maria delle Grazie, metà del XIX secolo, Cherubino Cornienti. Dietro il biondo Moro anche la duchessa Beatrice e il cardinale Ascanio ammirano assorti l'opera.
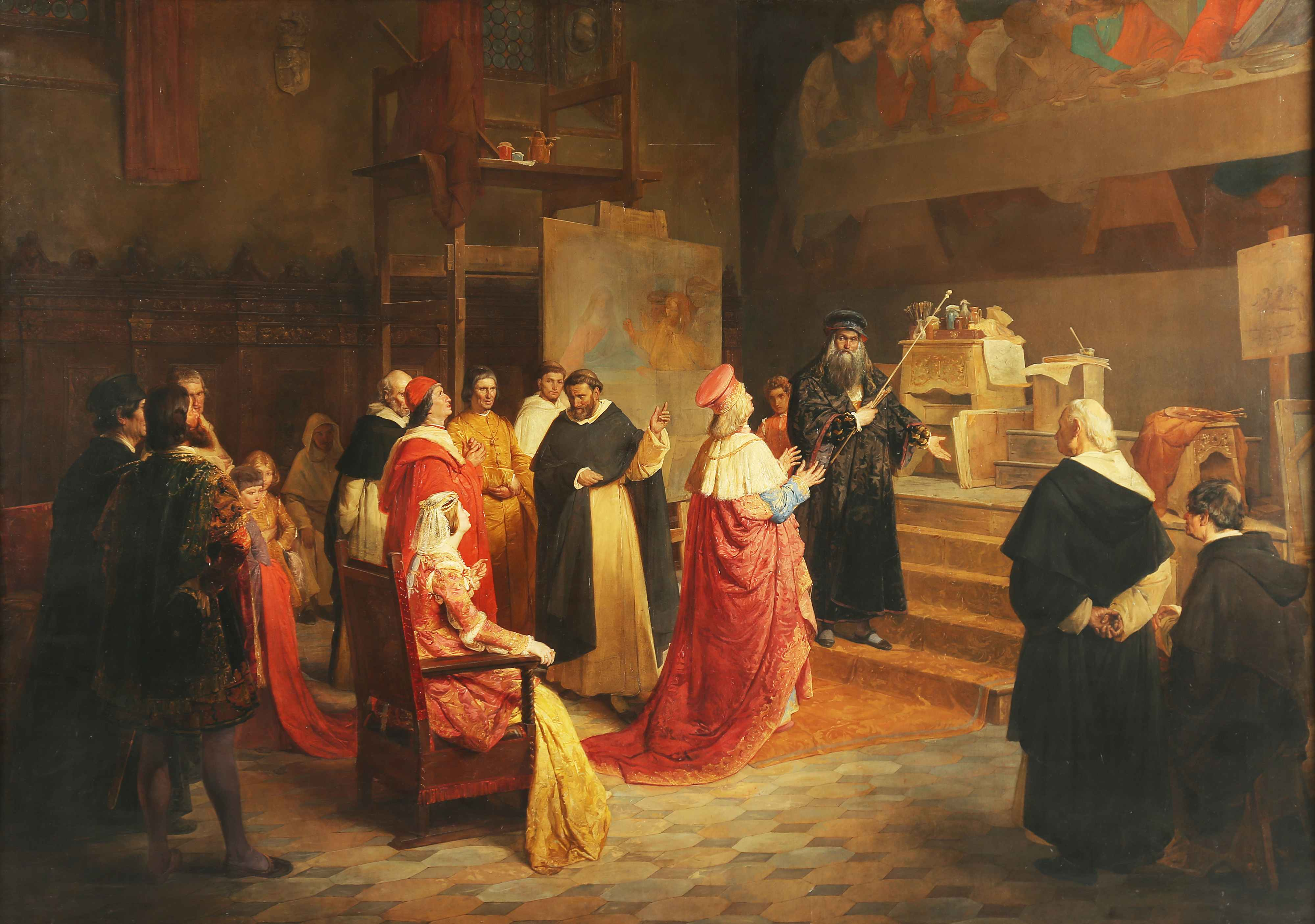
Ludovico il Moro e Beatrice d'Este visitano Leonardo da Vinci mentre dipinge il Cenacolo, Cherubino Cornienti, 1840
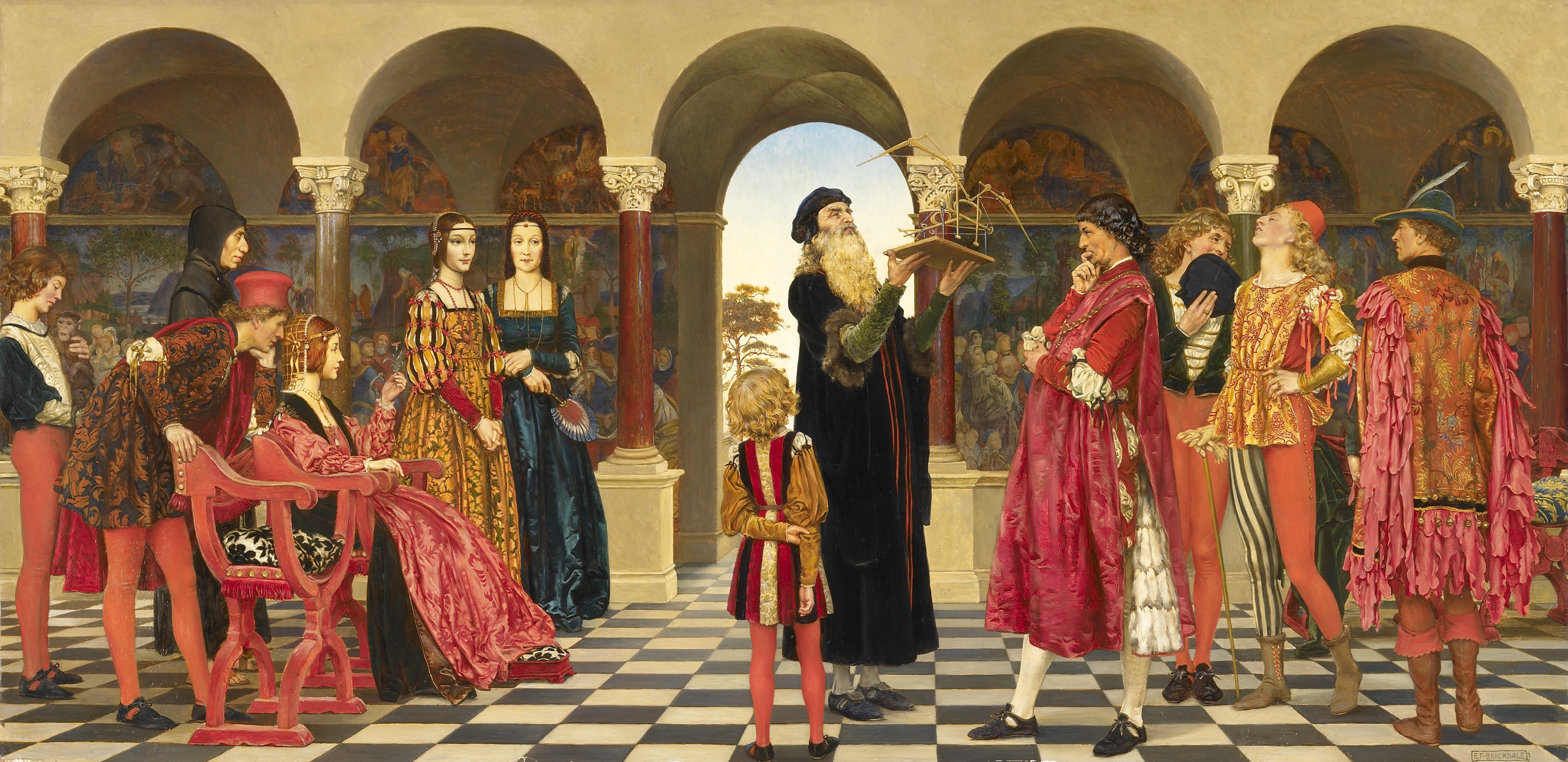
The Forerunner o La corte di Ludovico il Moro. Eleanor Fortescue-Brickdale. Sulla sinistra si riconoscono la duchessa Beatrice, cui un cortigiano sussurra qualcosa all'orecchio; fra' Savonarola, Cecilia Gallerani ed Elisabetta Gonzaga; un paggio abbraccia inoltre una scimmietta, omaggio a quella realmente posseduta dai duchi. Sulla destra Leonardo da Vinci mostra il suo modellino di macchina volante al duca Ludovico; assistono divertiti alcuni cortigiani e il piccolo biondo Ercole Massimiliano.
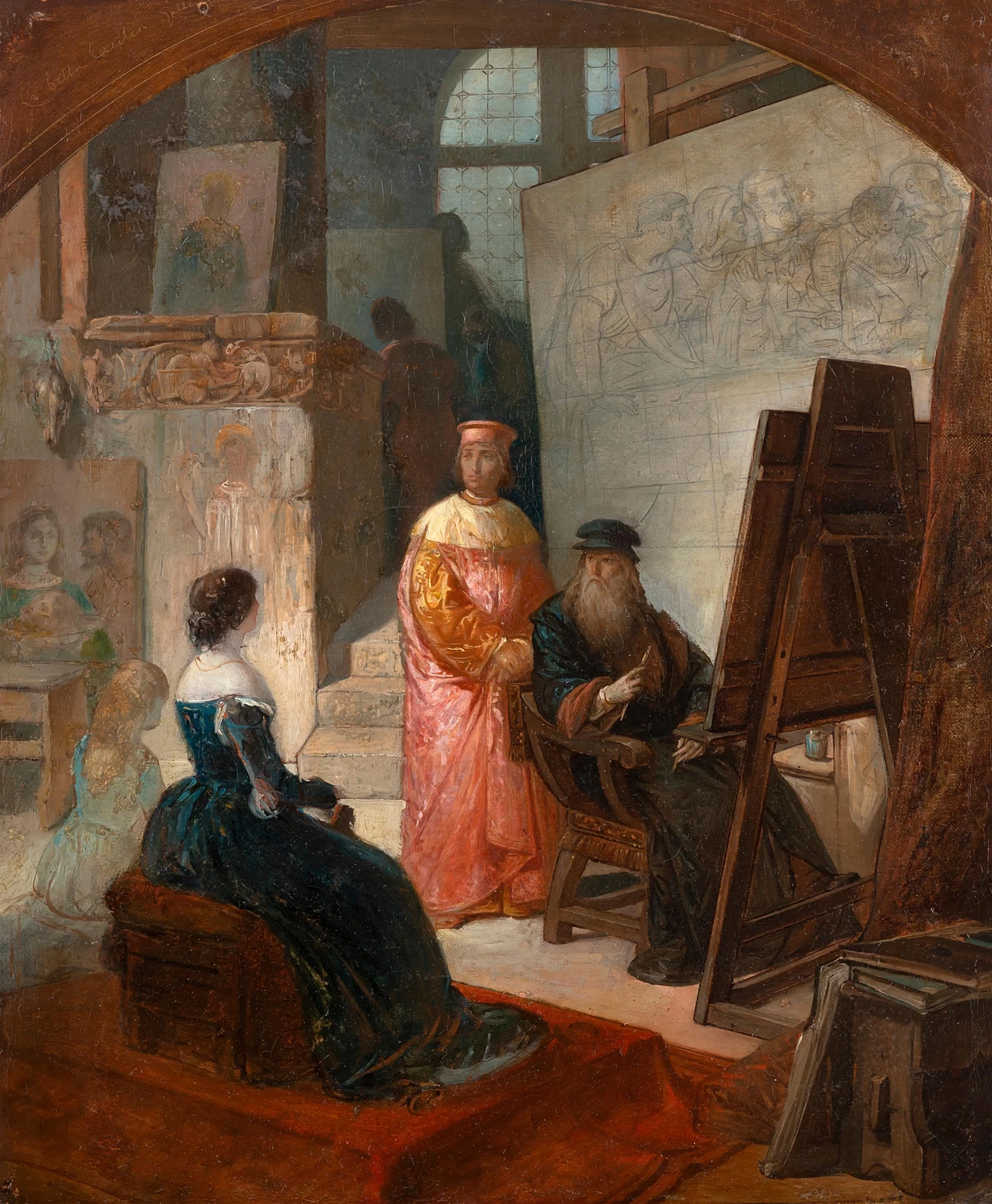
La bella Cecilia Gallerani dipinta da Leonardo da Vinci alla presenza di Ludovico il Moro, Cherubino Cornienti.
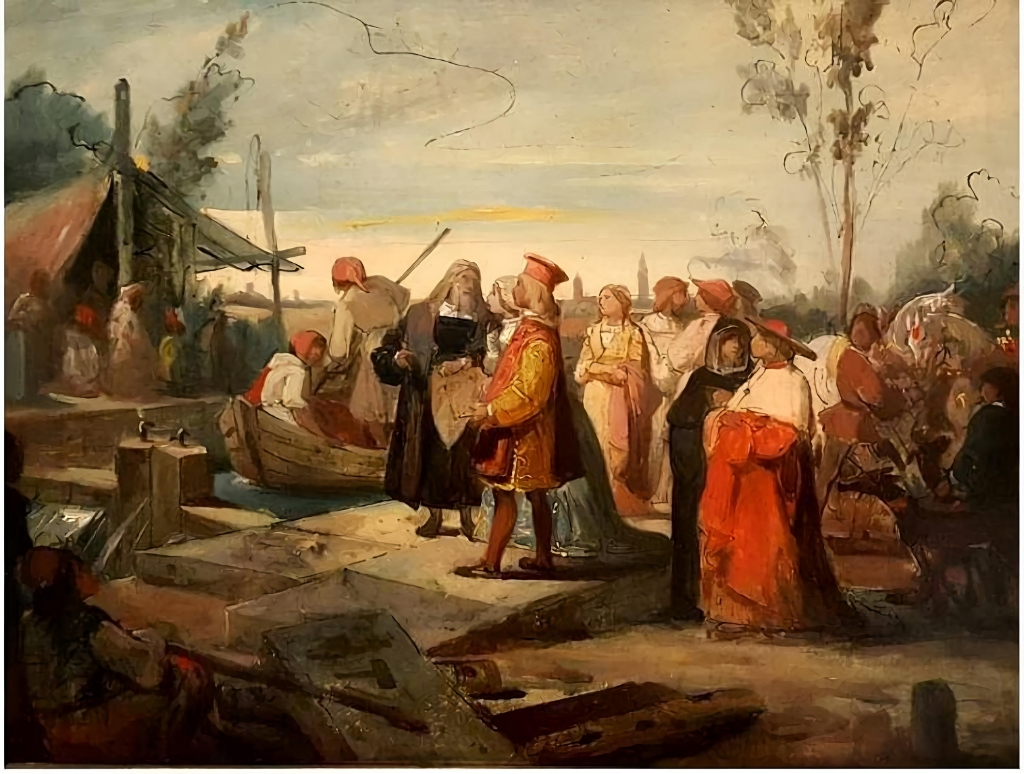
Leonardo da Vinci mostra ai duchi di Milano Ludovico il Moro e Beatrice d'Este le chiuse del Naviglio, Cherubino Cornienti, 1858.
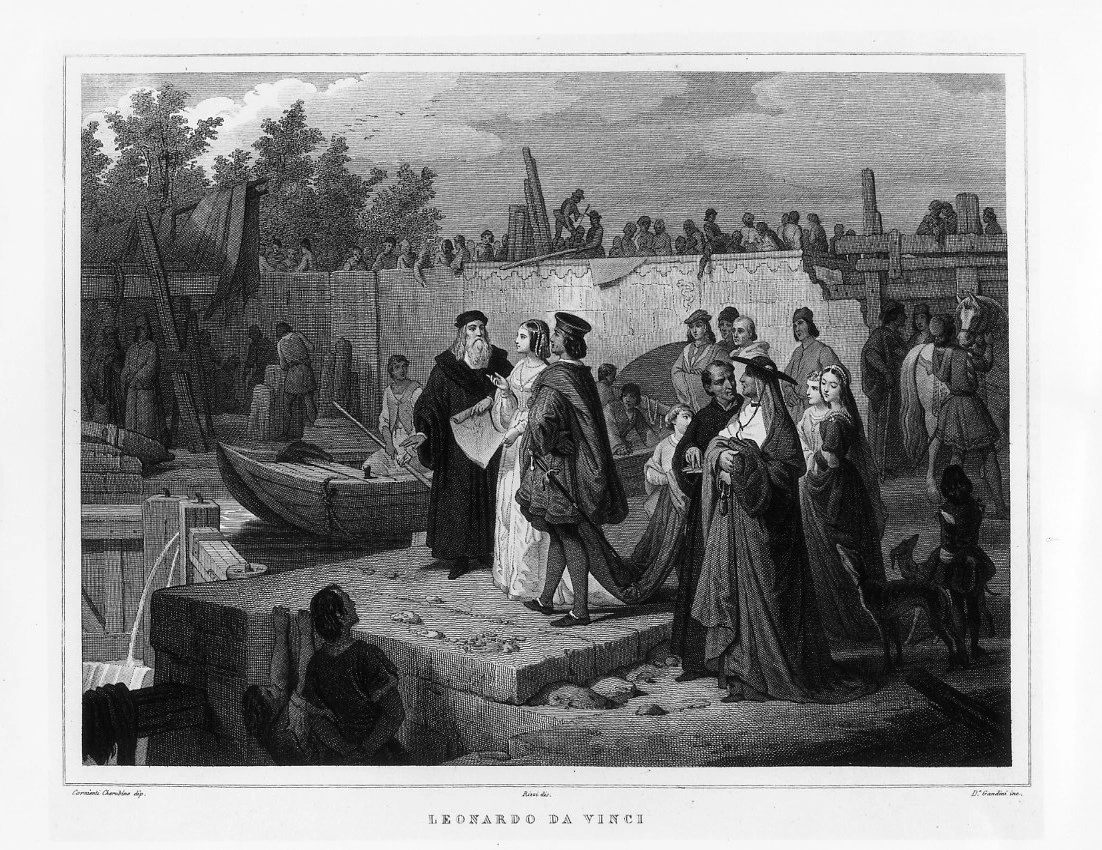
Leonardo da Vinci mostra a Ludovico il Moro e a Beatrice d'Este le conche del Naviglio, Cherubino Cornienti, post 1842 - ante 1864. Musei civici di Monza.
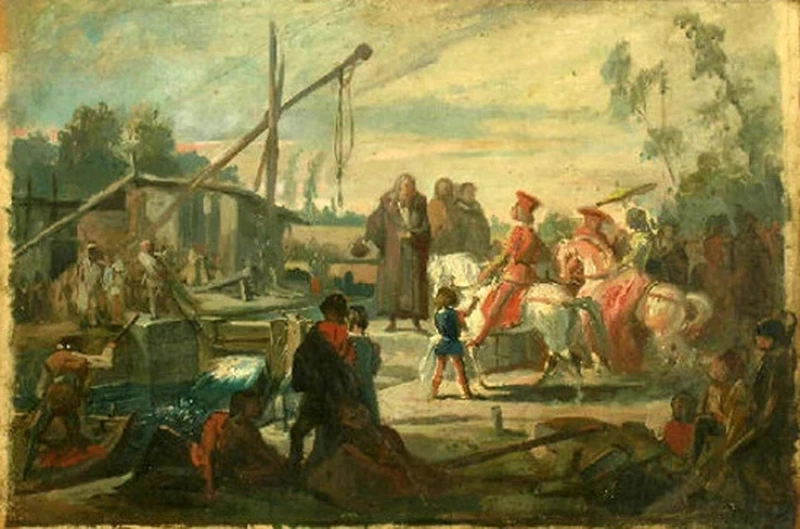
Leonardo da Vinci mostra a Ludovico il Moro e a Beatrice d'Este le conche del Naviglio, Cherubino Cornienti, post 1842 - ante 1864. Il duca e la duchessa sono colti nell'attimo in cui arrivano a cavallo.
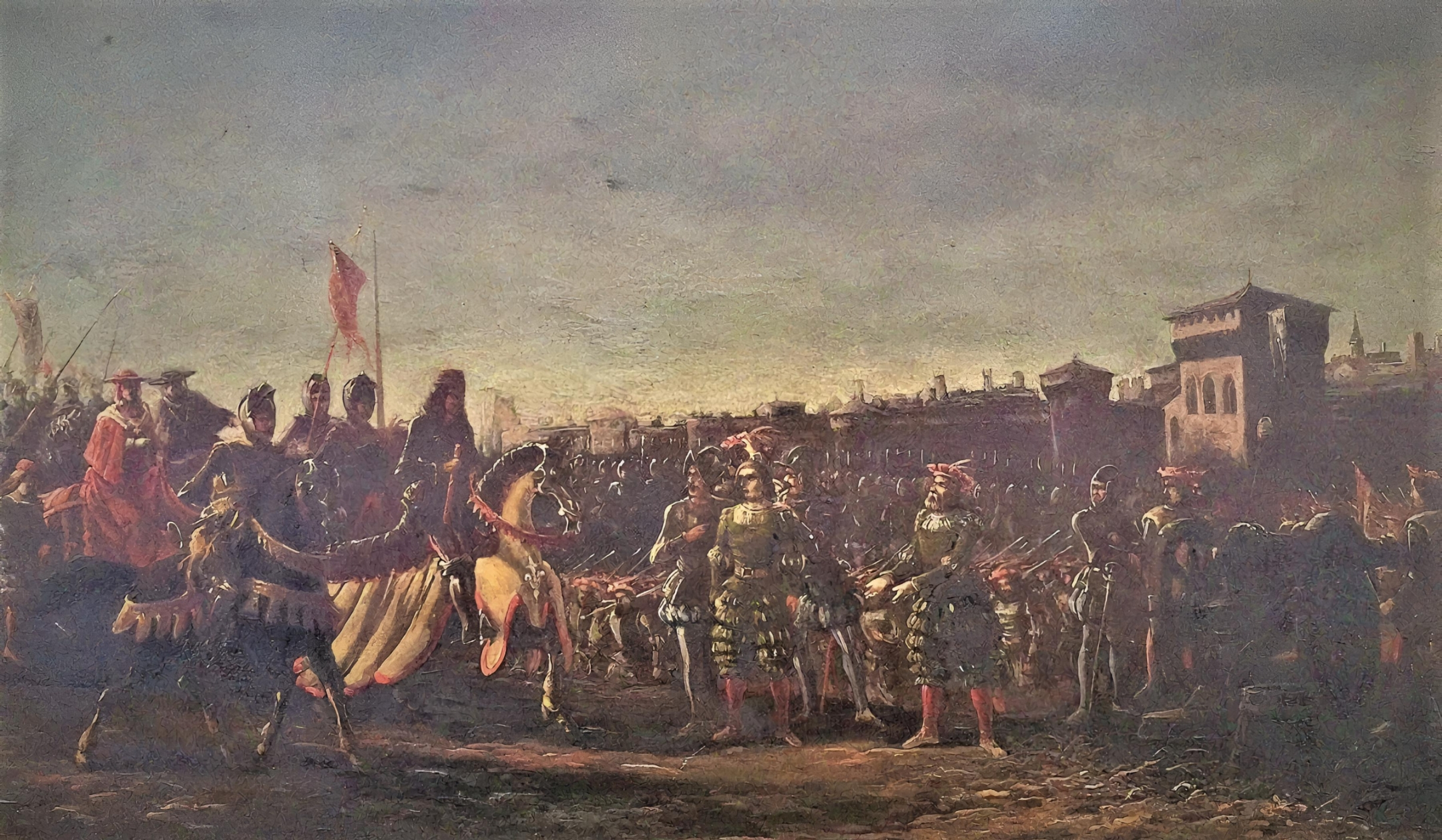
La Cattura di Ludovico il Moro a Novara, di Cesare Morbio, 1871, Municipio di Novara.
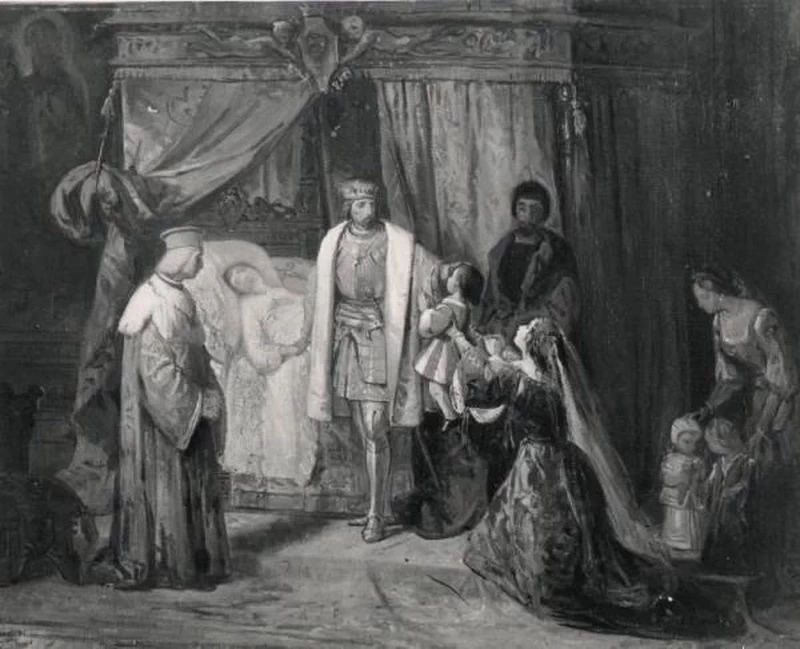
Carlo VIII visita il morente Gian Galeazzo Sforza, Cherubino Cornienti, 1857. La moglie Isabella d'Aragona, inginocchiata ai piedi del re, offre il fanciullo Francesco. Sulla sinistra lo zio Ludovico Sforza, presunto avvelenatore, assiste in silenzio. Musei civici di Pavia.
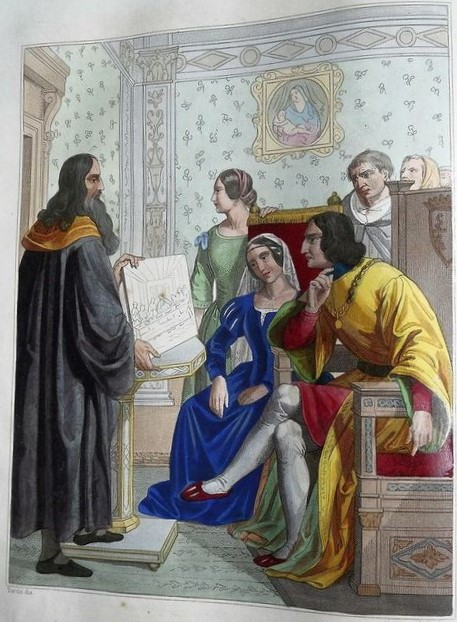
Leonardo da Vinci presenta il Cenacolo a Lodovico Il Moro e Beatrice d'Este, intaglio miniato del 1856 di David Passigli
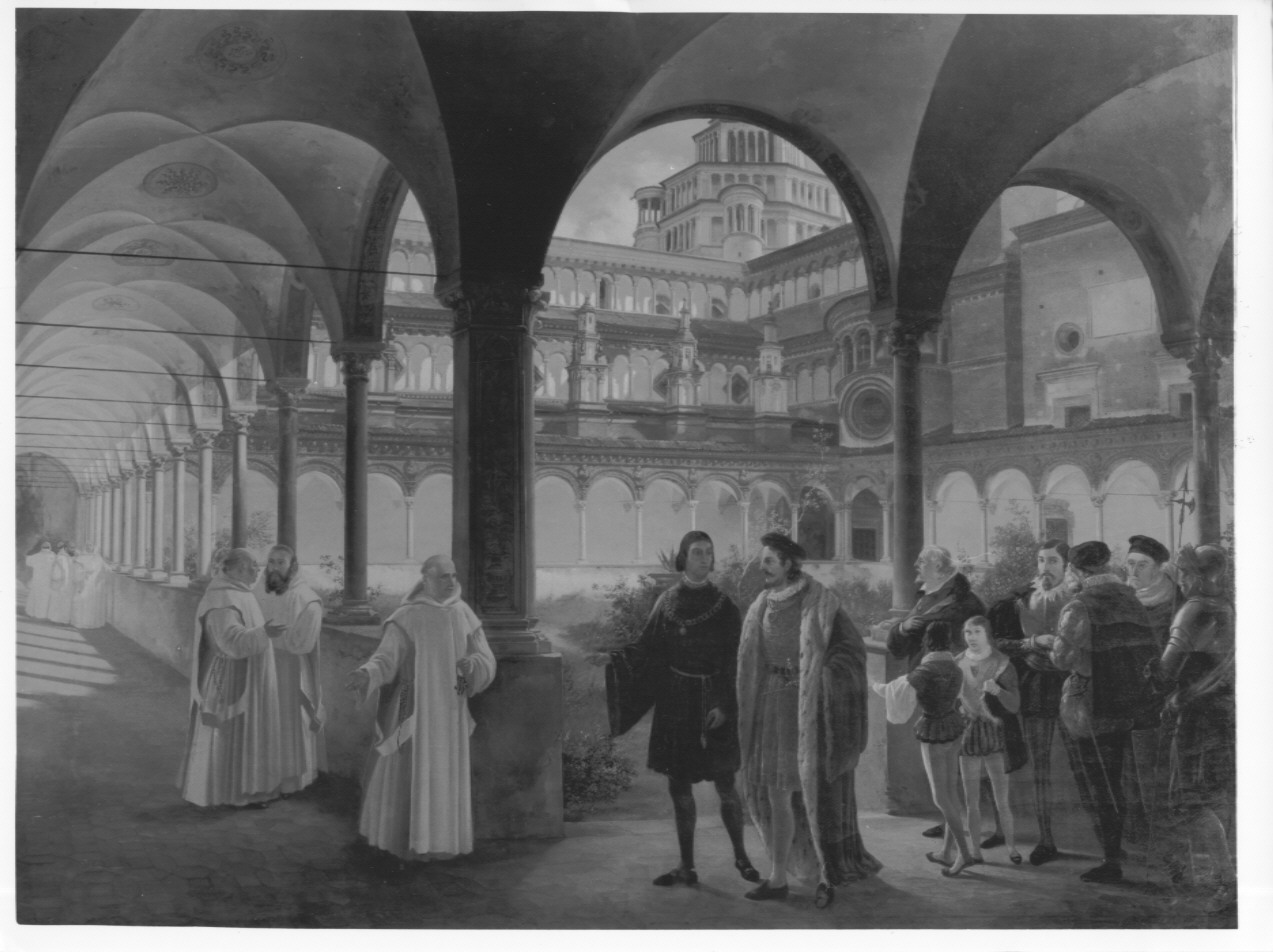
Veduta del cortile della Certosa di Pavia con Ludovico il Moro e Carlo VIII, Federico Moja, 1840 - 1860.
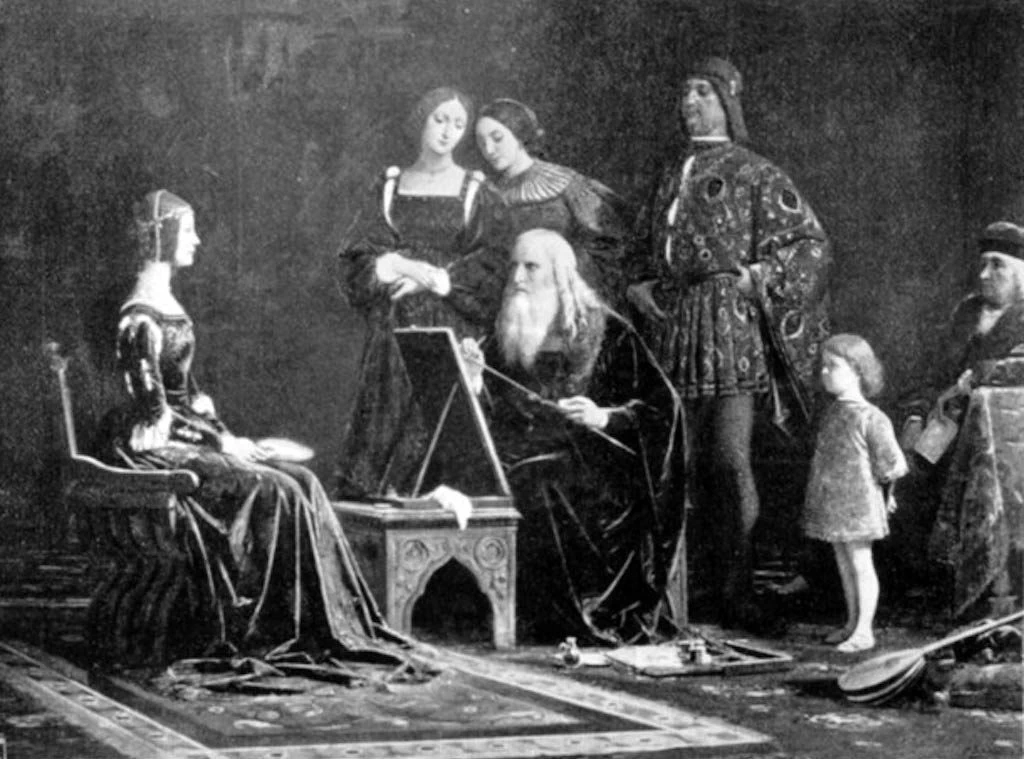
Beatrice d'Este ritratta da Leonardo da Vinci, Giuseppe Bertini, fine XIX secolo.
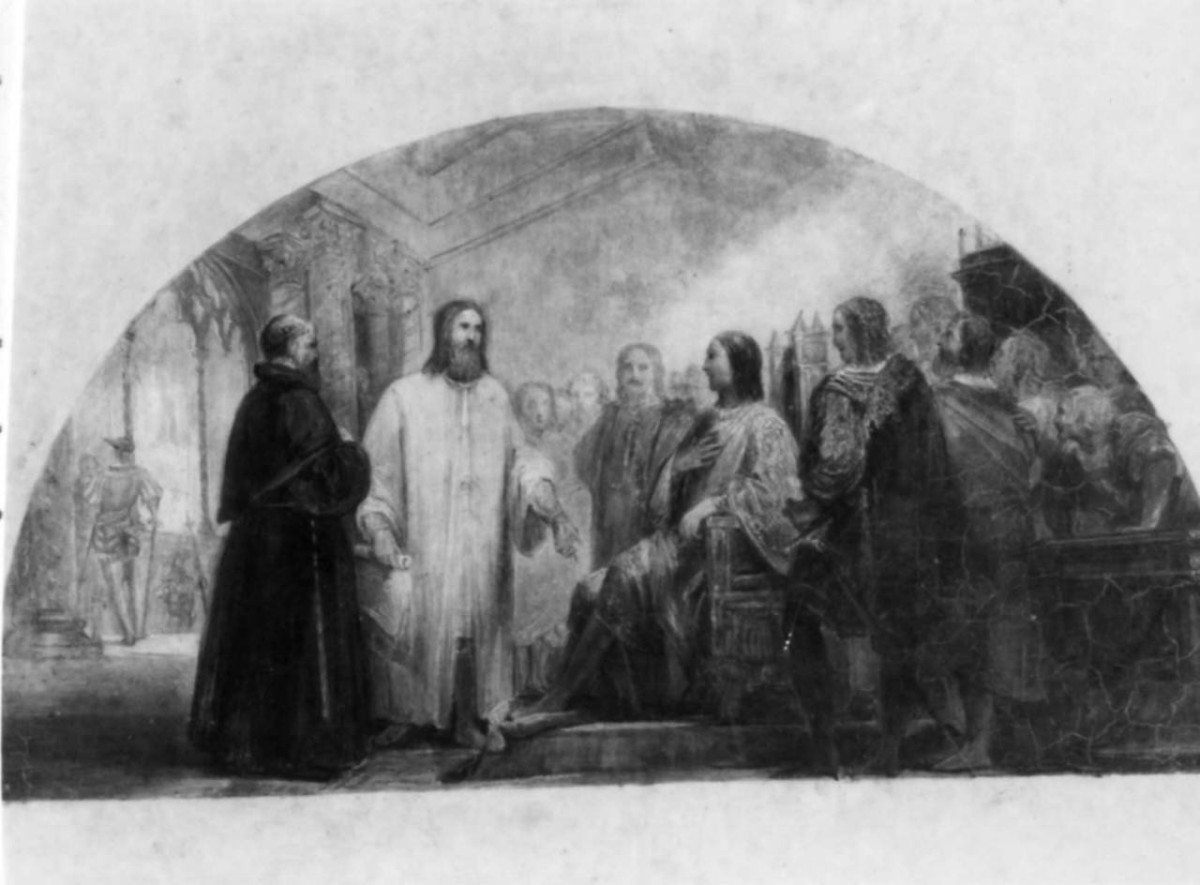
Luca Pacioli presenta Leonardo da Vinci a Ludovico il Moro, ca 1842, Nicola Cianfanelli

### Sculture, affreschi e altro

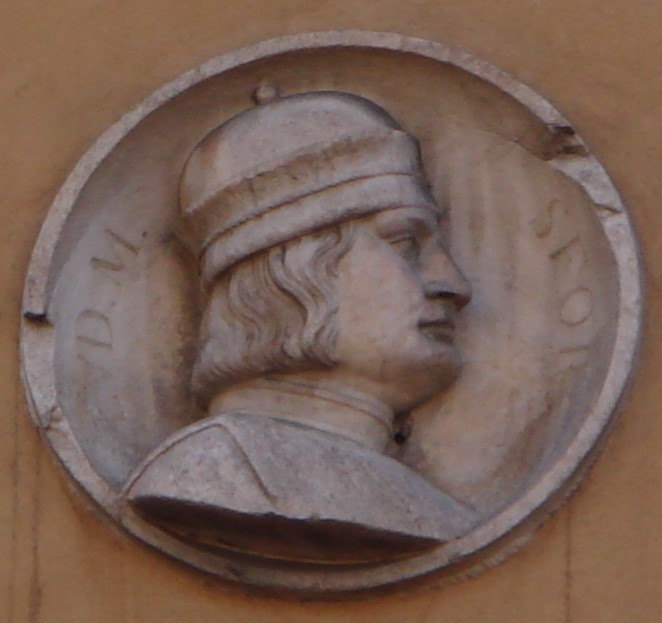
Medaglione ottocentesco in rilievo di Ludovico, riutilizzato sulla facciata della Casa degli Atellani, ricostruita da Piero Portaluppi nel 1943 al posto di un palazzo rinascimentale già rimaneggiato nel 1823.
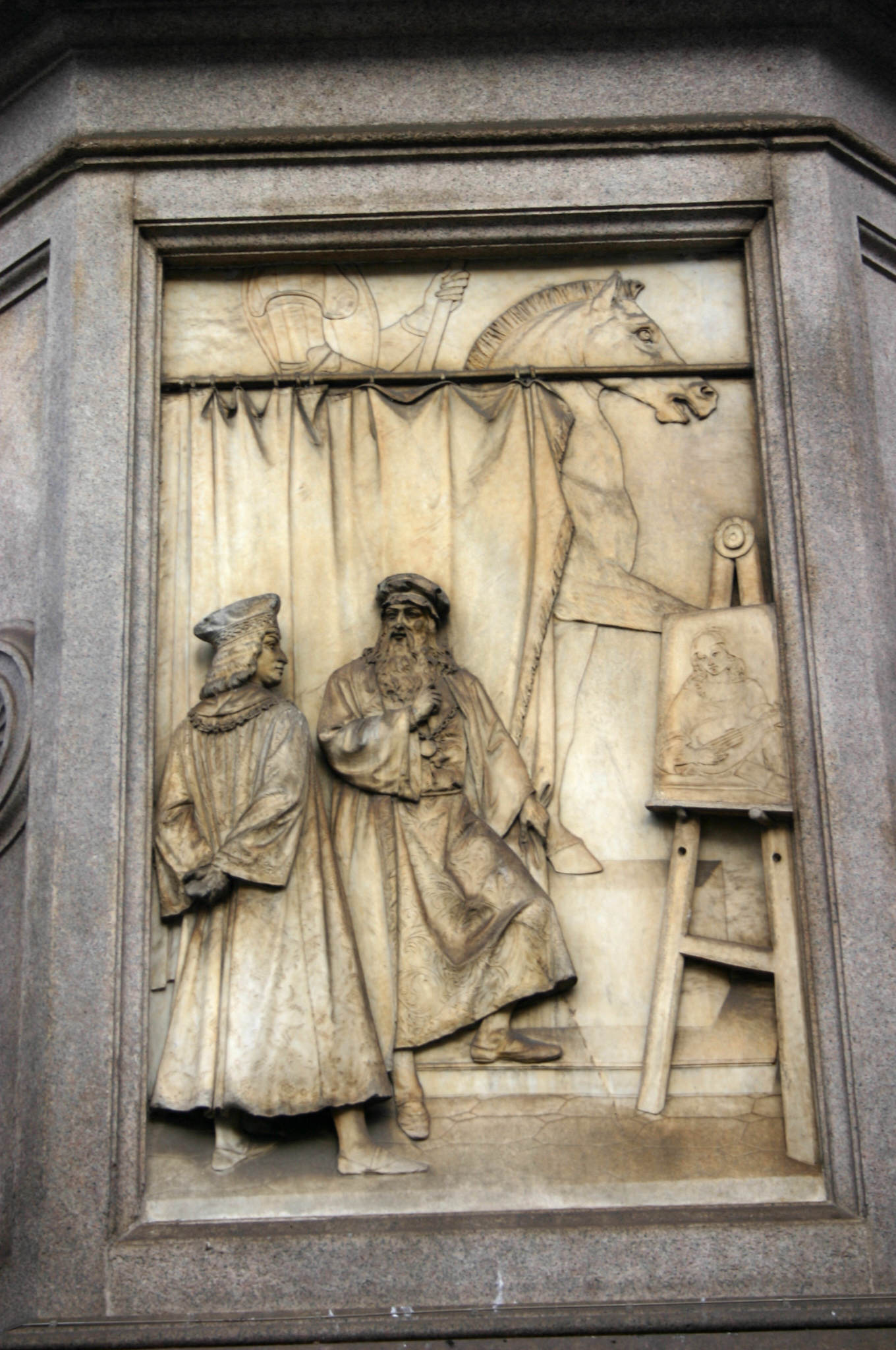
Il monumento a Leonardo da Vinci in Piazza della Scala a Milano. Dettaglio: Leonardo mostra a Ludovico il Moro il gesso per il bronzo del "cavallo sforzesco".
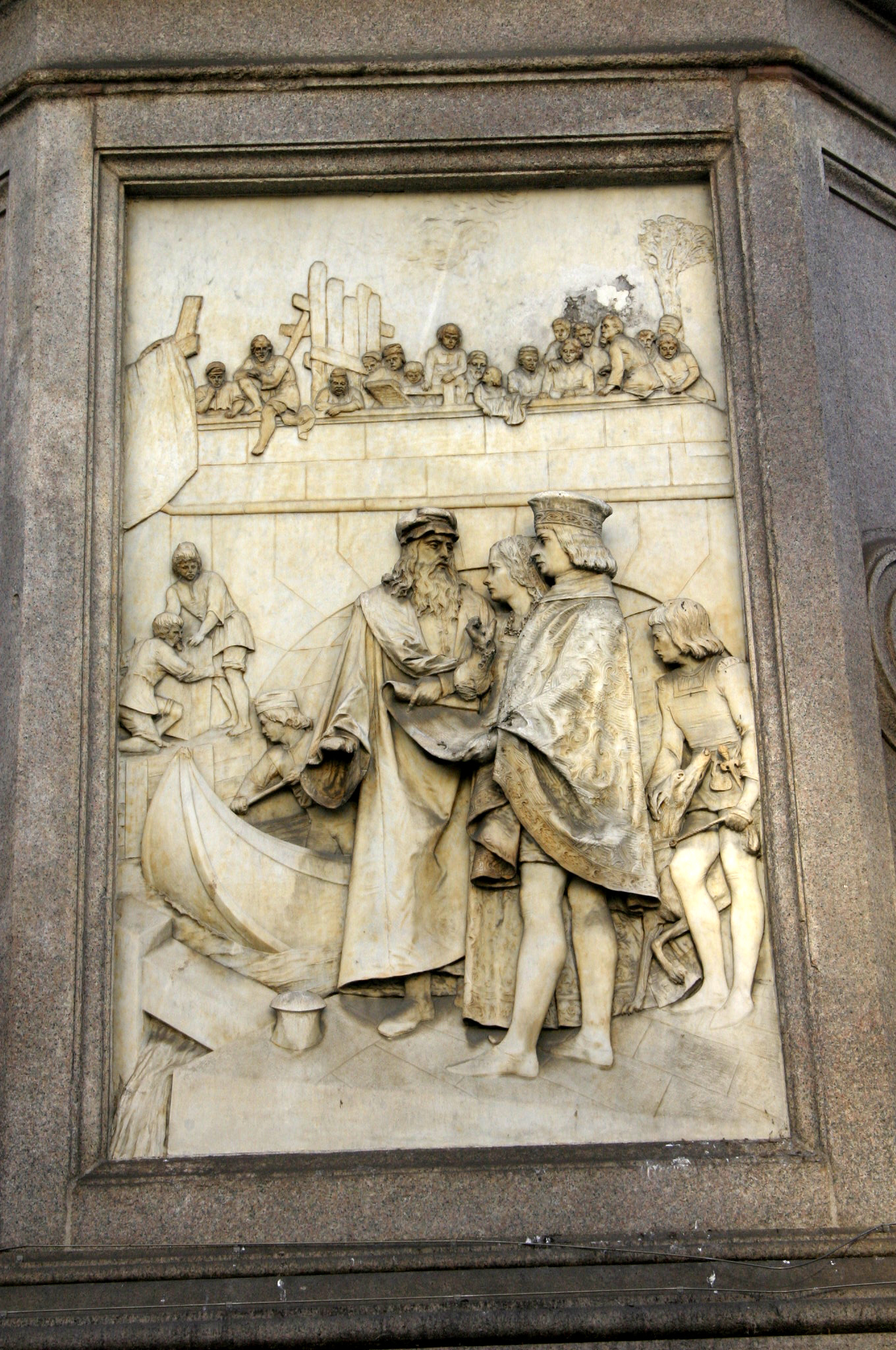
Leonardo mostra le chiuse dei navigli ai duchi Ludovico e Beatrice.
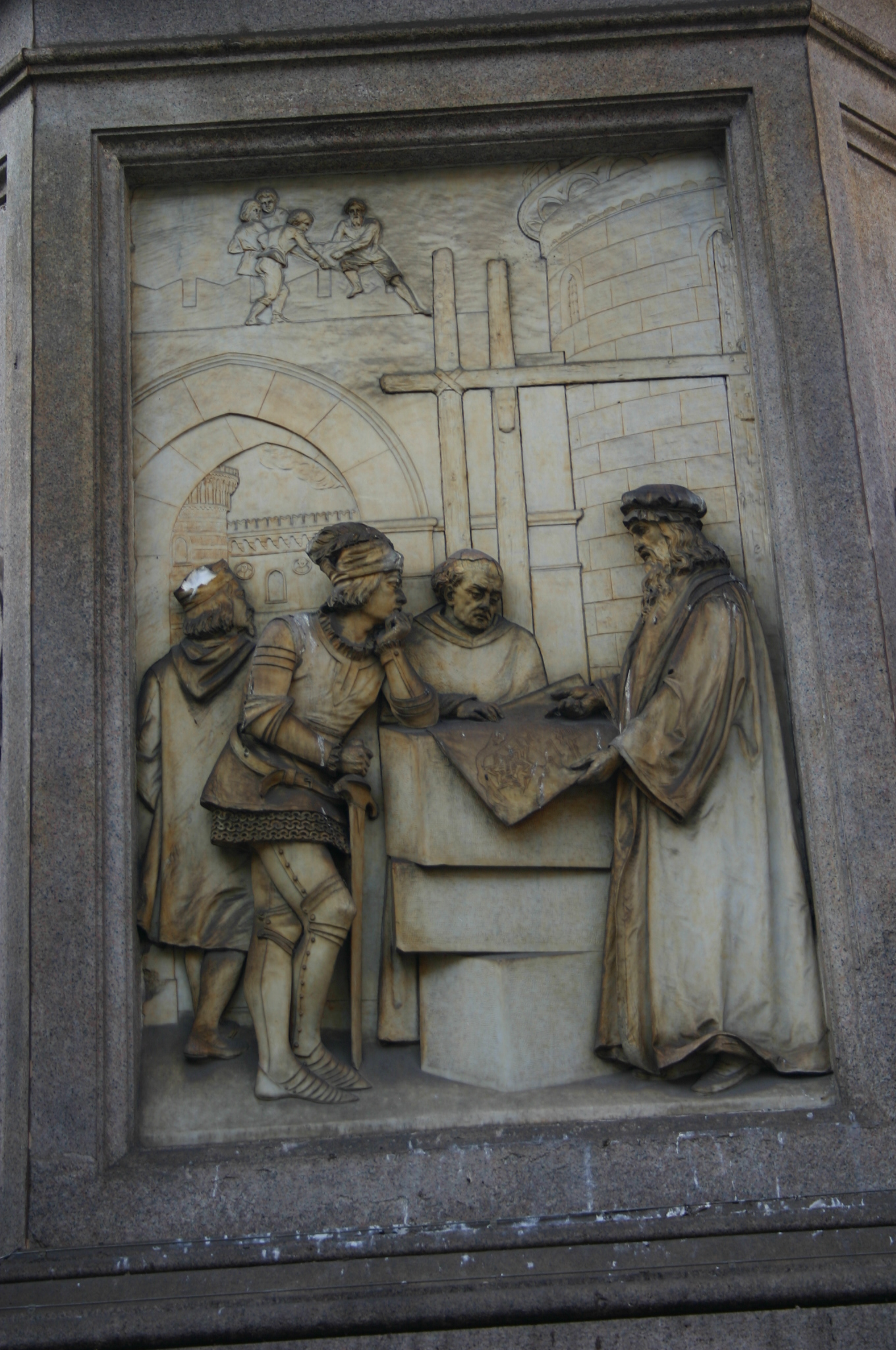
Leonardo mostra i progetti per le fortificazioni al Moro.
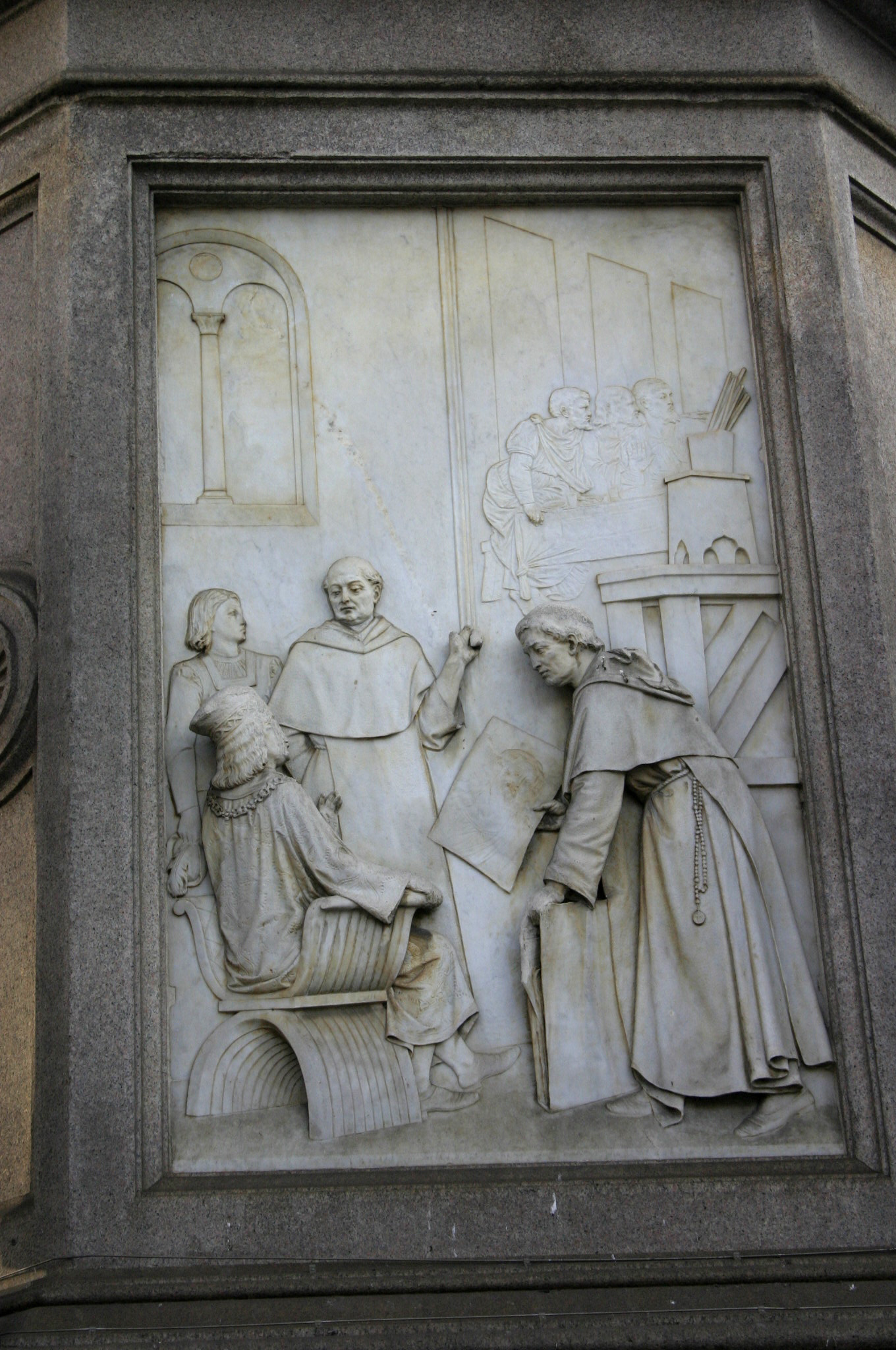
Ludovico esamina l'Ultima cena di Leonardo.
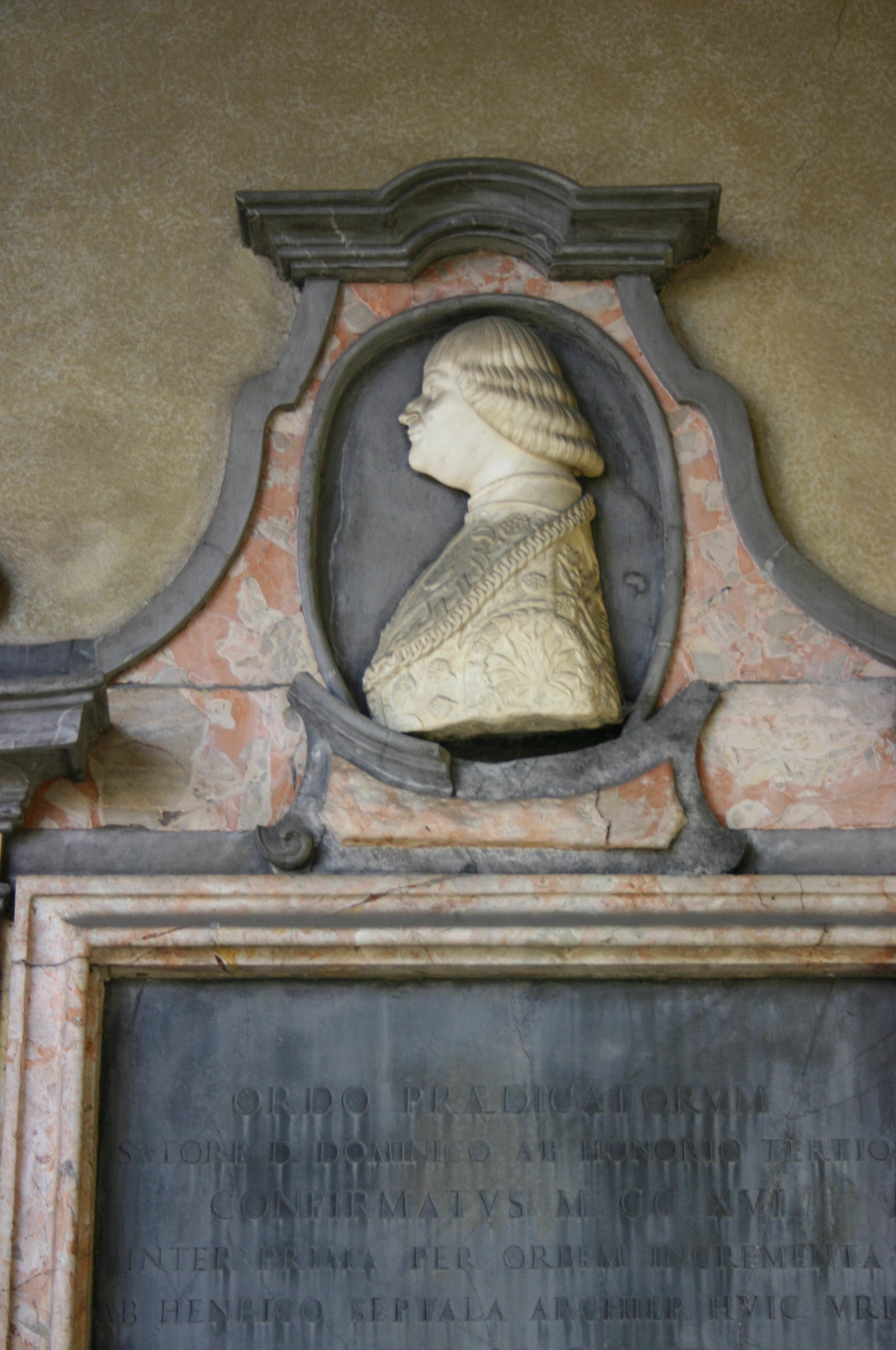
Lapide commemorativa del benefattore Ludovico (1670) nel chiostro della basilica di Santa Maria delle Grazie a Milano.
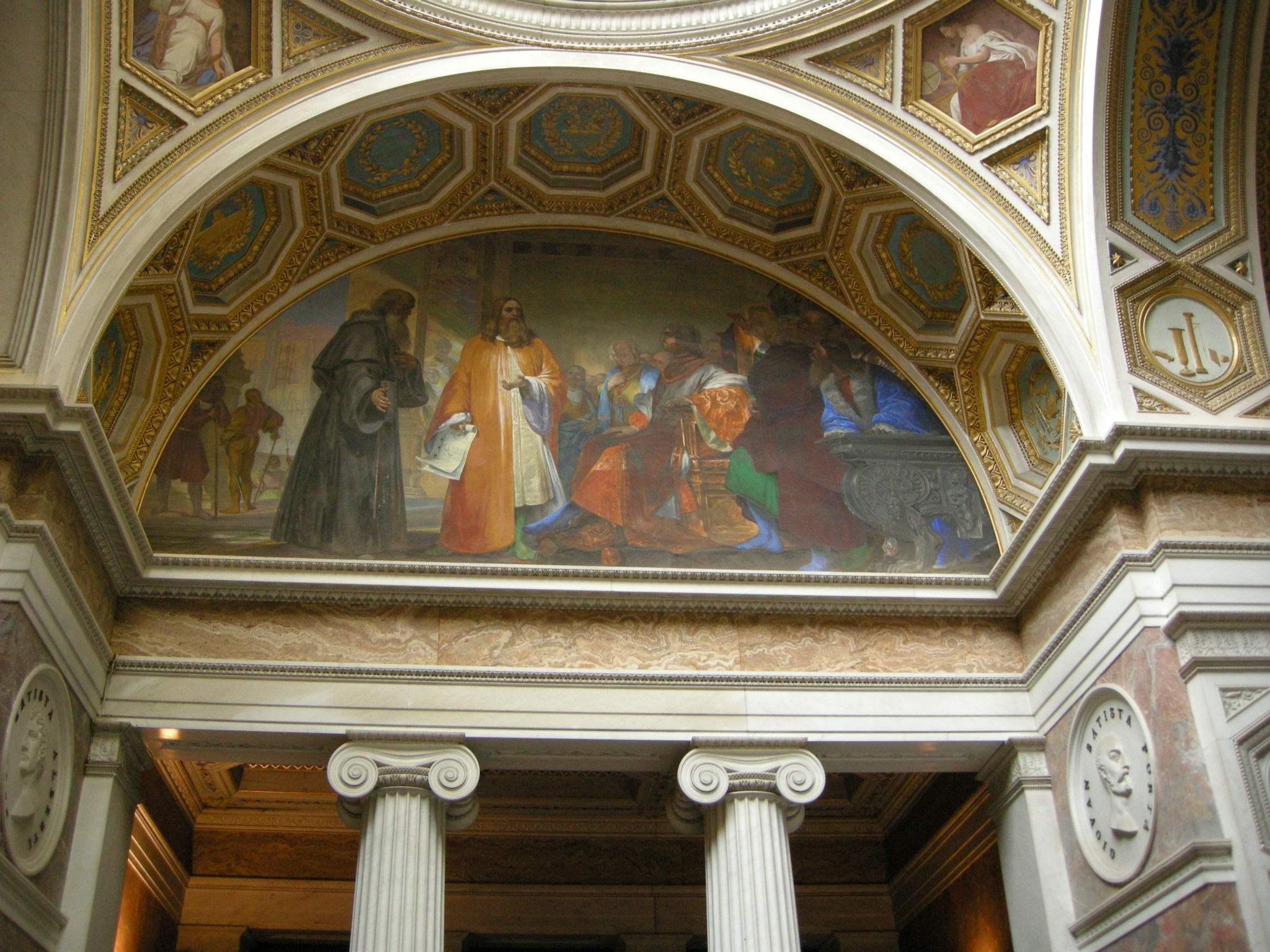
Leonardo da Vinci alla presenza del duca Ludovico, Nicola Cianfanelli, lunetta della Tribuna di Galileo, 1841.
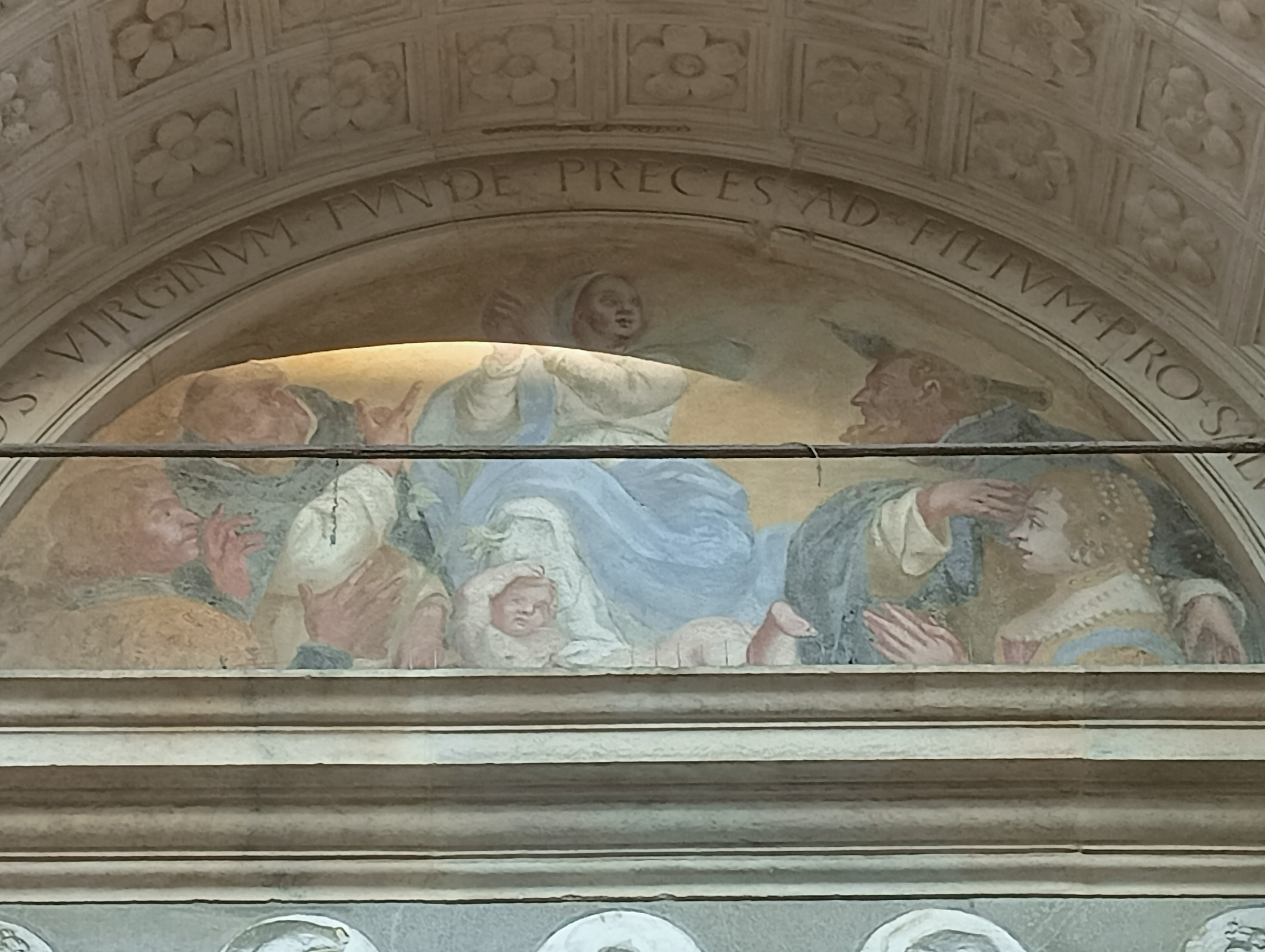
Portale di Santa Maria delle Grazie. L'affresco della lunetta di Michelangelo Bellotti (1729), rappresentante i duchi Ludovico e Beatrice inginocchiati in preghiera, sostituisce un precedente e perduto affresco attribuito a Leonardo da Vinci.
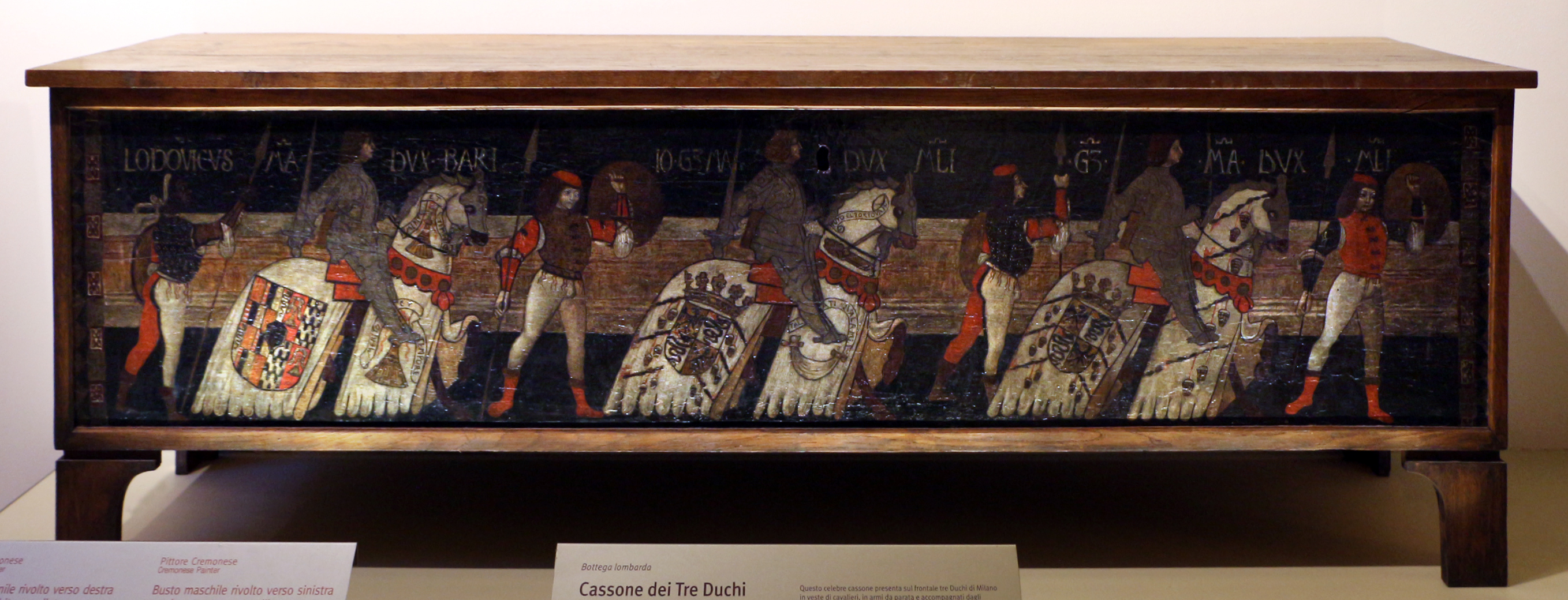
Cassone dei tre duchi, cassone quattrocentesco di Bottega lombarda dipinto con i tre duchi Sforza a cavallo, Galeazzo Maria, Gian Galeazzo e Ludovico il Moro accompagnati da scudieri.
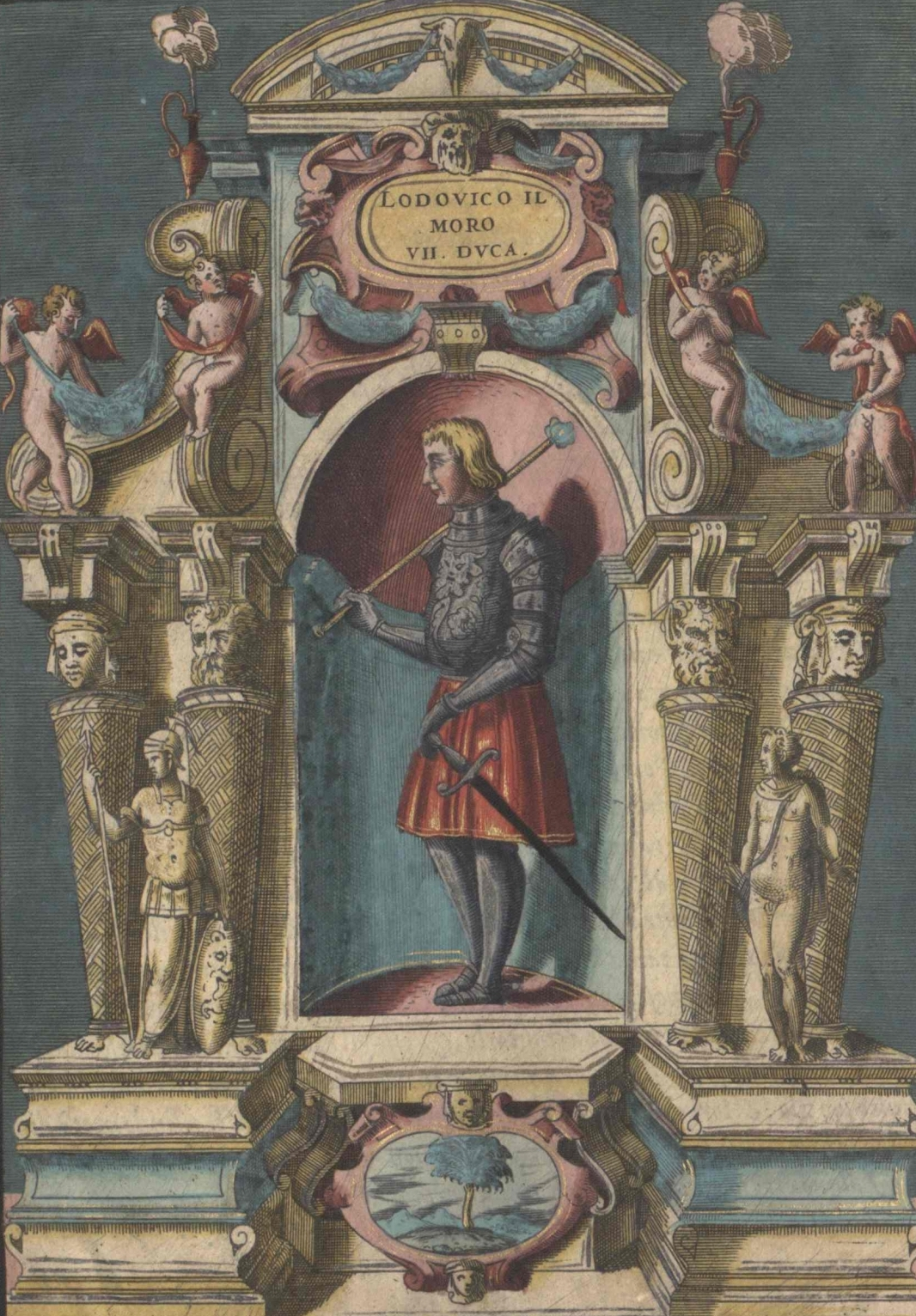
Stampa cinquecentesca
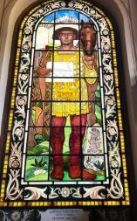
Vetrata con effige di Ludovico (?), corte di palazzo Civico, Municipio di Bellinzona